# 东京
- 關於日本現行地方行政區，請見「東京都」。
- 關於古代的東京的概述，請見「江戶」。
- 關於日本曾經存在的一級地方行政區，請見「東京府」。
- 關於日本曾經存在的二級地方行政區，請見「東京市」。
- 關於「東京」一詞的其他涵義，請見「東京 (消歧義)」。

東京（日语：／ Tōkyō */?）是位於日本關東地方的都市，狹義上指東京都區部（即東京市區），亦可指東京都、或擴大泛指東京都及周邊衛星都市相連而成的「首都圈」（東京都會區）。東京都人口數達1,399萬（2022年4月），首都圈的人口數則達3,800萬，是目前全球規模最大的都會區。東京的GDP為全球第二，在2016年達9,730億美元，而同時東京都會區（一都三縣）則高達1.8万亿美元，若將東京視為一個國家，其GDP總量高於加拿大、韓國、俄羅斯等，位列世界第八。東京為亞洲最重要的世界級城市之一，也是傳統上的全球四大世界級城市之一，全球城市指數排名前四。此外，東京亦為世界最宜居城市（英國Monocle生活品質調查）。
東京古稱江戶，自德川幕府時代以來開始成為日本主要都市之一，明治維新時期改為現名後，取代京都成為日本首都，更發展為日本政治、經濟、文化、交通等眾多領域的樞紐。經過二戰後的繼續發展，東京不僅成為世界商業金融、流行文化與時尚重鎮，亦為世界經濟發展及富裕程度最高的都市之一。此外，東京還擁有複雜且密集的城市軌道交通系統，其中單就東京的兩大地鐵系統管轄區段每日平均運量達880萬人次，繁忙程度居全球地鐵第三位；如將地鐵直通運轉路線、私鐵通勤路線及JR通勤路線納入計算，則每日平均運量位居世界城市軌道交通運輸系統第一位。
在正式的行政區劃定義上，東京市區為東京都的一部份，東京都為道、府、縣同為日本的一級行政區，轄區包含東京都區部、多摩地方以及伊豆群島、小笠原群島等離島；其中，東京都區部為日本中央政府所在地。東京都同時也囊括了日本最南端（沖之鳥礁）和最東端（南鳥島）等地理極點，擁有日本各都道府縣中最多的人口數，同時也是日本人口密度最高的都道府縣。

## 概況
东京都總面積為2,187平方公里，包括23個區、26個市、5個町和8個村，並與周邊的千葉县、神奈川县、埼玉县等構成「首都圈」。各區、市、町、村皆設有獨立的行政役所，東京都廳則位於西新宿。目前東京都內有约1,301萬人口（相當於全日本的1/10），整個東京都會區（包括横滨、埼玉等周邊城區相連的衛星都市）總人口高達3700萬，是全球最大的都市區和都會區，約等於紐約都會區加倫敦都會區、或紐約都會區加巴黎都會區人口的總和。2013年4月「世界城市區域研究」（Demographia World Urban Areas）發布第9屆調查報告，東京是全世界人口最多的都會區，共有3700萬人。
每天約有數百萬人從首都圈外圍地區通勤至東京上班，使得東京的中心區域白天經常人聲鼎沸，新宿、丸之內、日本橋、大手町、品川、汐留等辦公大樓林立的區域聚集了不少上班族；到了夜晚，人潮則轉移至銀座、原宿、表參道、澀谷、六本木、台場、池袋、秋葉原等休閒娛樂場所林立的區域，開啟夜生活的序幕。
東京不但人口密集，同時也是各種物資與各類資訊的巨大集散地。除了長期作為亞洲金融、貿易等經濟活動的要地之外，亦為亞洲流行文化最大的傳播中心。儘管東京在都市發展上如同許多國際大都市，經常出現日新月異的變化，但在發展的同時仍舊保留了許多歷史文物、古蹟與一些傳統儀式、活動，現代與傳統共存成為這座城市的一大特徵。

## 相关词语定義

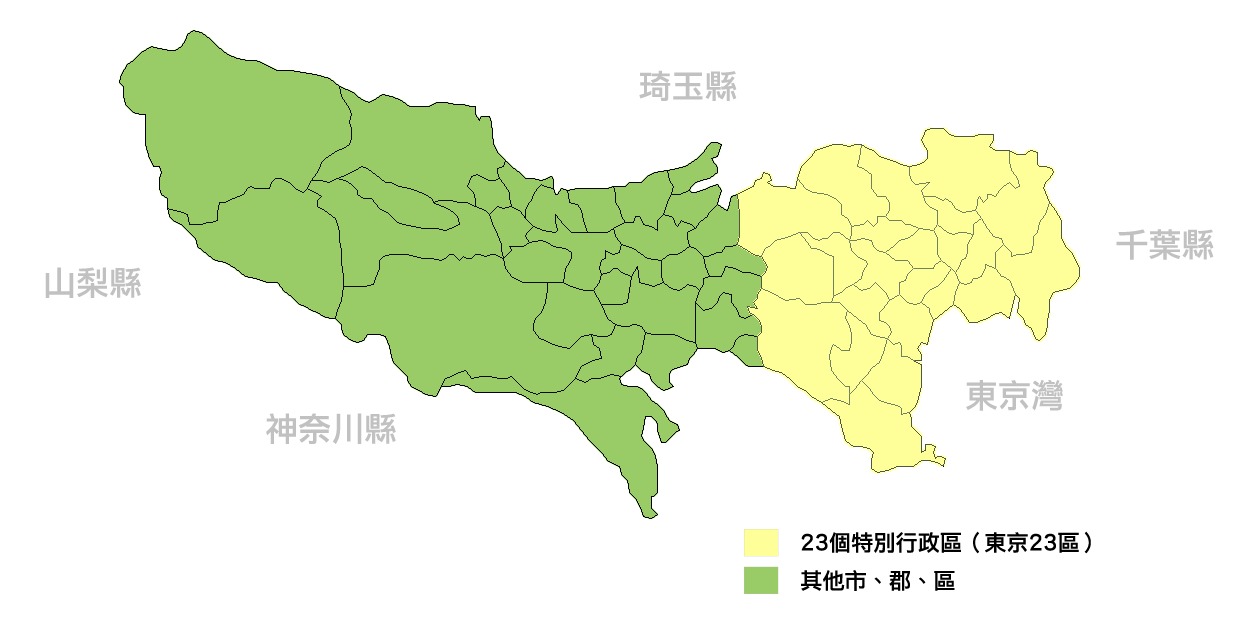
東京都行政區劃（不含島嶼部）

一般習慣稱呼的「東京」通常指的是地名，而非行政區名，範圍上不一定只包含東京23區或東京都。下面是從最狹義到最廣義不同的定義，用以界定對於東京的各種稱呼所指涉的範圍：
- 東京都心：東京都中心區域包含千代田區、中央區、港區、新宿區、澀谷區等五區，其中前三者是傳統中最為核心的區域。
- 舊東京15區：包含傳統東京市23區當中的千代田區、中央區、港區、文京區、台東區全區與新宿區、墨田區、江東區局部區域，是1889年東京市最初成立時的管轄範圍。
- 東京都區部：俗稱東京23區，相當於過去東京市（存續於1889年－1943年間）轄下的35區，也是一般「東京」所指之範圍。另俗稱為都內。
- 東京都：區域範圍與過去的「東京府」相同，但在地方自治體系上則不同。
- 東京地方（日语：東京地方）：東京都的轄區內除去島嶼部的區域，即東京都的本土部分。此詞常用於天氣預報。
- 東京圈：從東京都心向外擴張，半徑70km同心圓範圍內的區域。
- 首都圈：狹義上等同於東京都市圈或南關東（一都三縣），廣義上（依據《首都圈整備法（日语：首都圏整備法）》）則指東京都加上千葉、神奈川、埼玉、茨城、群馬、栃木、山梨等縣。

## 歷史

### 15世紀後半期：江戶城的建成

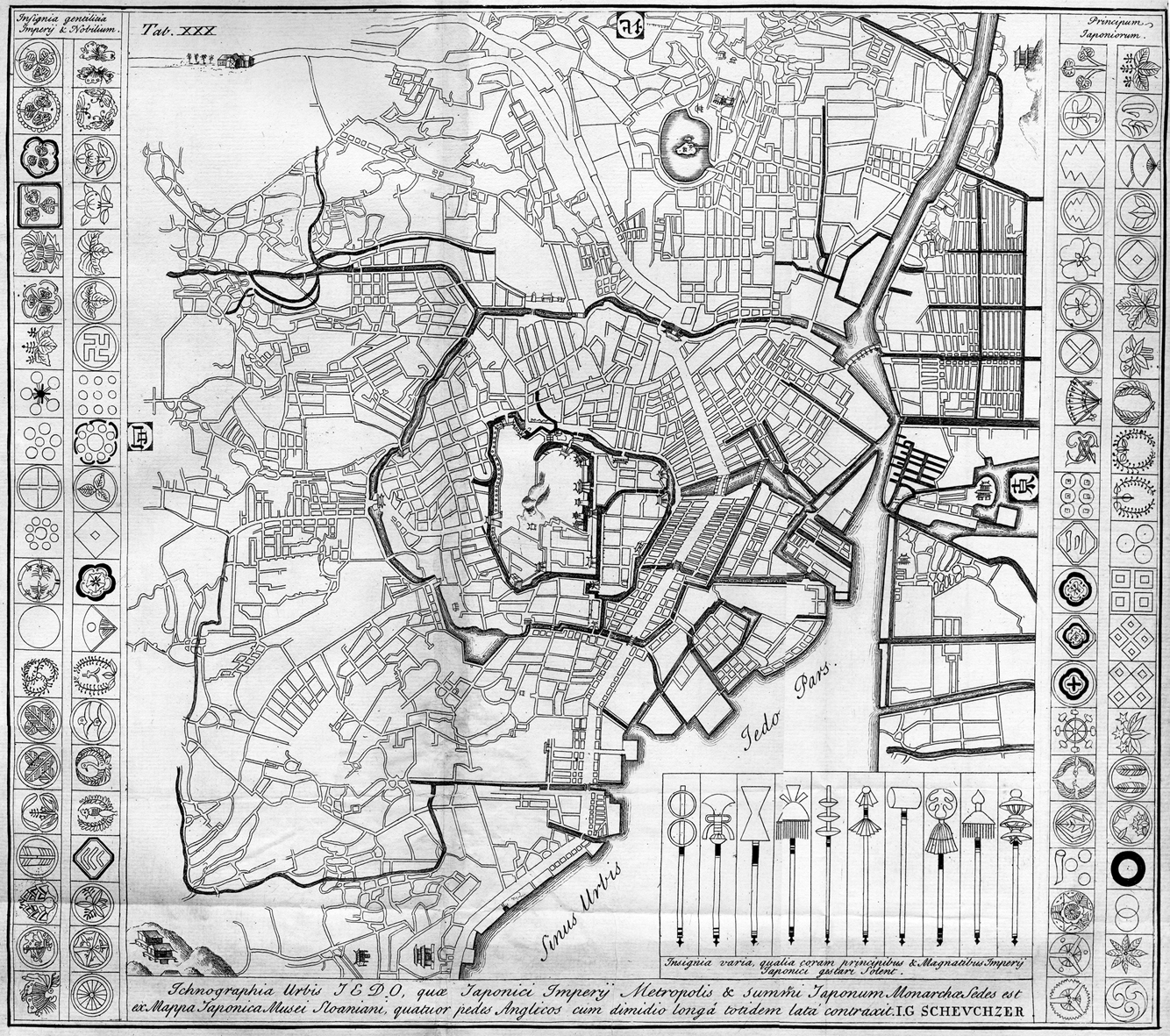
1727年歐洲出版的江户地圖

東京舊名江戶，其名稱來自於1457年築城江戶城。江戶城的建造，據說是由武藏國川越（現在的埼玉縣）的城主上杉定正奉京都足利幕府的命令，下令家臣太田道灌督辦完成的。在選擇地點的時候，太田一眼就看中了這一片雖是潮濕地帶，但四周被山和海所環繞的關東平原，於是就在今天的皇居一帶建造了江戶城（「江戶」即「河口」之意，起源於隅田川流入當時稱為「江戶內海」的東京灣）。之後歷史進入各地武將間連年征戰的戰國時代。

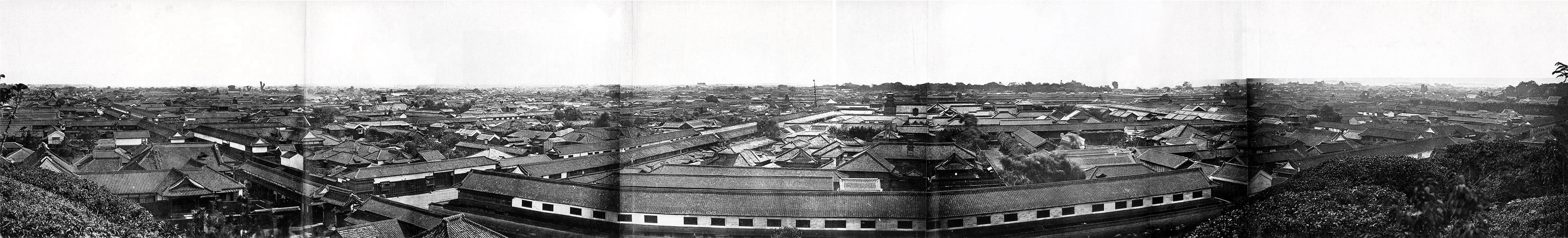
江戶1865年～1866年全景图

### 17世紀初：江戶幕府統治日本的開始
德川家康在關原之戰中取得關鍵性的勝利，自此開始了以江戶城為據點的江戶幕府統治時期，江戶也因此成為一座政治城市。之後江戶城的人口越來越多，逐漸發展成為當時的中心城市。江戶城在發展的過程中，逐漸形成兩種不同的區域類型：一個是平民活動區域—「下町」，這裡聚集了許多商人、小販與手工藝師匠，他們主要從事隅田川的水上運輸、江戶港的物資集散以及各種商業活動；另一個則是上流社會活動區域—「山之手」，包括大名的住宅區和旗本的住宅區在內，是江戶城內的政治中心。江戶城政治、經濟的發展也造就了文化的興盛。平民文化的形成也象徵江戶城的文化發展進入全盛時期。直到今天，仍然能在東京的小巷以及一些傳統儀式中，感受到平民文化的存在。

### 19世紀後半期：明治維新
隨著「大政奉還」以及戊辰戰爭末期，江戶不流血開城後幕府體制的瓦解，日本社會進入了明治維新時期，開始積極吸收並引進西方的科技與文化，建設自己的現代化民族國家。在這段期間，皇室從京都遷至江戶，並改稱江戶為東京，自此東京成為新的日本首都；江戶城成為國家象徵—天皇的居住地，並相繼改名為東京城、宮城與皇居；依君主立憲制度創建的國會亦於東京開始運作。在明治政府實行現代化政策下，城市也開始出現西化後的面貌（特別是建築）；1872年，日本首條鐵路落成於東京與橫濱之間，成為交通上的新創舉。從此，東京逐漸朝向現代化以與國際都市化發展的方向前進。

### 20世紀至今

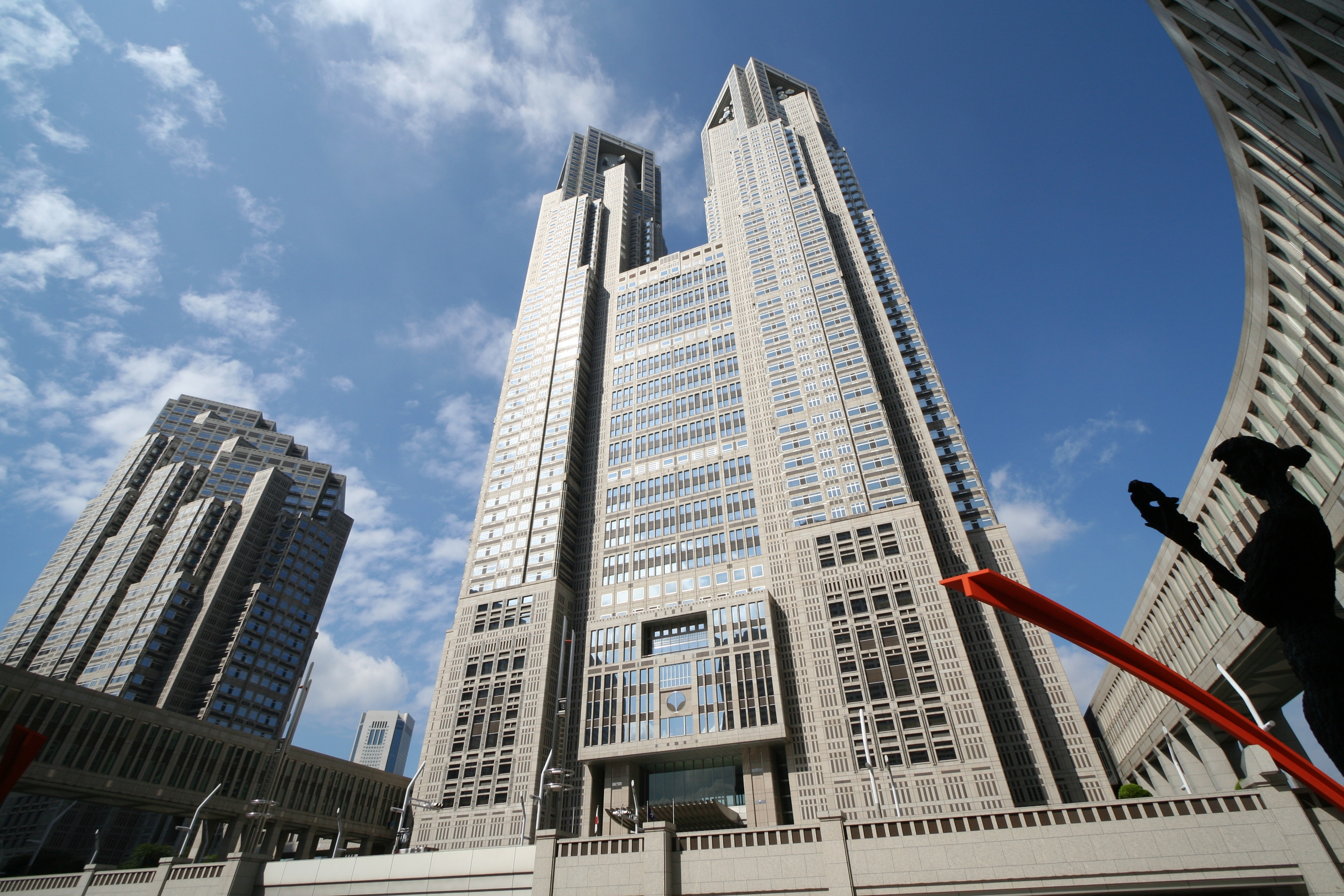
位於新宿副都心的東京都廳舍

1923年發生的關東大地震，與二戰末期美軍戰機群的东京大轟炸，雖然使得東京都心部兩度受到毀滅性的破壞，但隨後卻也都迅速進行重建工作，到了1960年代更進入城市的高速發展期。1964年，奧林匹克運動會在東京舉辦，也是亞洲城市首次舉辦。為了迎接奧運的到來，除了體育場館等奧運所需設施外，其他多項重大公共建設（像是首都高速道路）也同時展開興建，整個城市進入大興土木的階段。自此以後，東京正式躋身國際代表性都市的行列。進入1990年代之後，隨著泡沫經濟崩潰，日本經濟陷入長期不景氣，但臨海副都心的大規模開發，新宿副都心隨著都廳移轉進一步發展，交通系統的持續整備，以及多項都市更新與大型複合地帶改造計畫的執行，使得東京的發展腳步依舊不斷前進。2011年發生東日本大震災，東京經濟受到輕微影響卻也快速復甦；之後東京積極申辦了2020年夏季奧林匹克運動會並成功取得主辦權，成為第一個兩次主辦奧運會的亞洲城市。

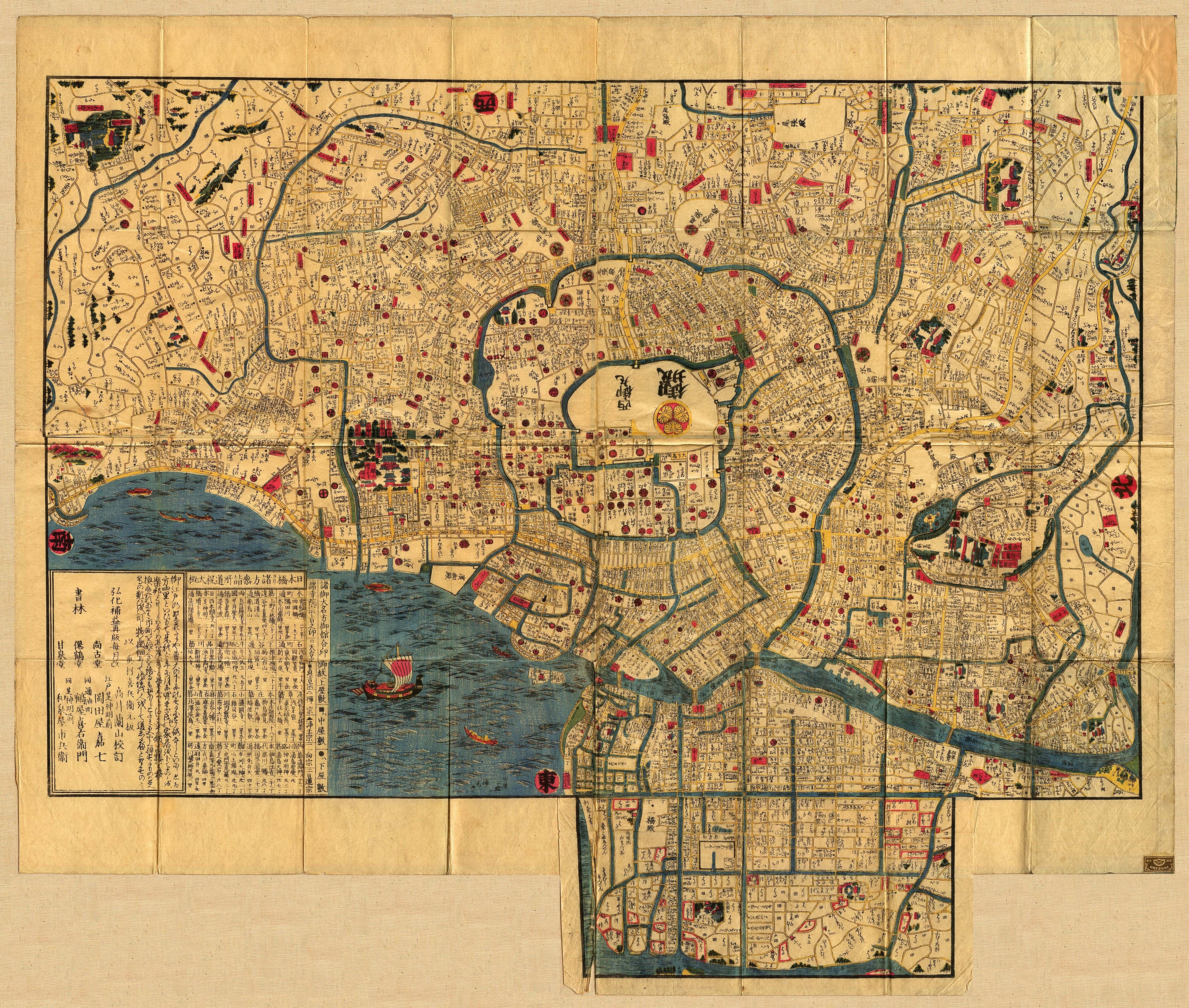
江戶地圖 (1844-1848年)
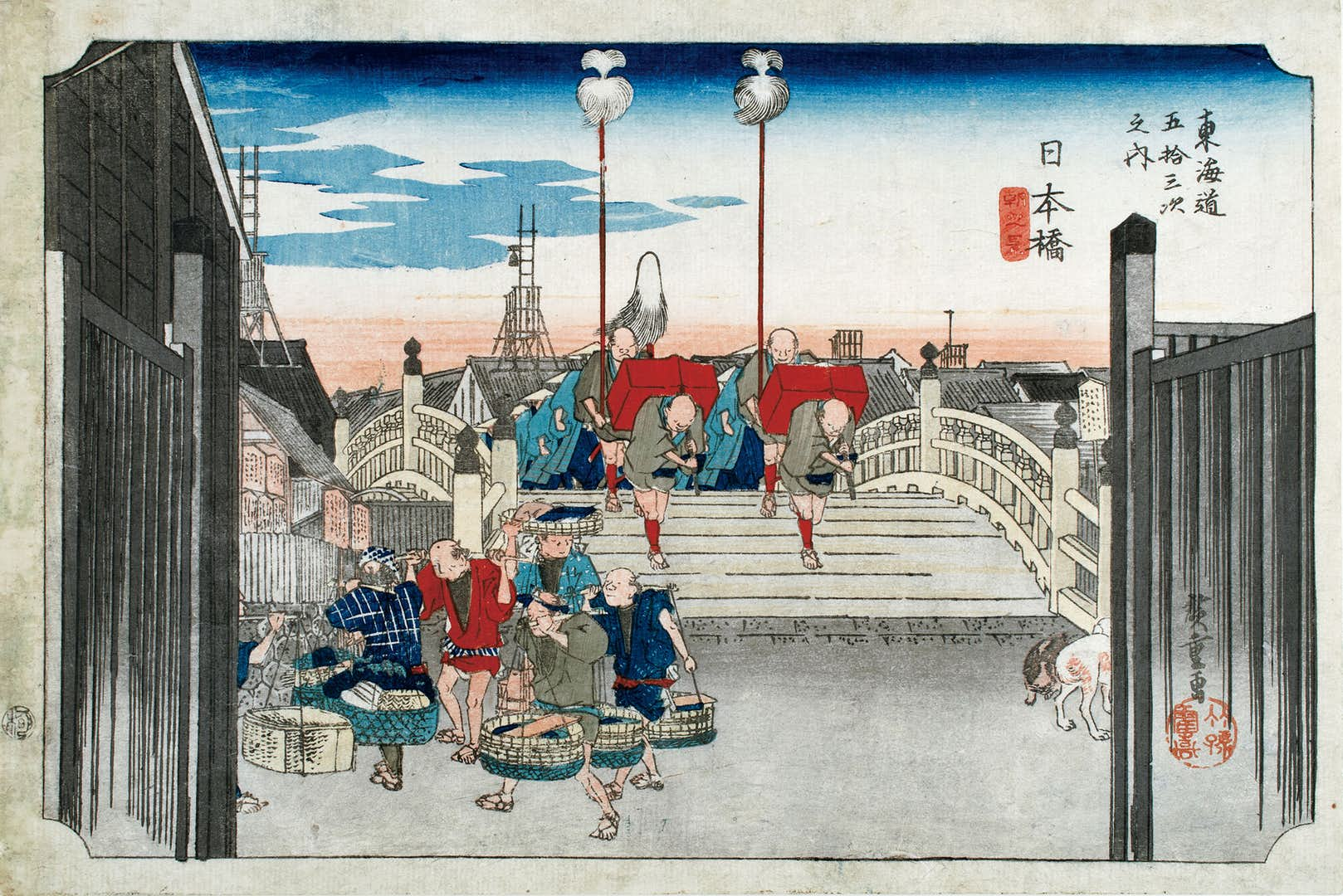
日本橋

## 地理
- 東京都位於關東平原，面向東京灣，與神奈川縣，埼玉縣，千葉縣相邻，西部山区与山梨县相邻。除了日本本土上的區域之外，在正式行政區劃上還得再加上小笠原諸島與伊豆諸島等離島。
- 東京都屬於關東地方的一角。
- 日本的最南端（沖鳥島）、及最東端（南鳥島）亦隸屬於東京都管轄。
- 今日的東京都在令制國時代，位置相當於武藏國（現埼玉縣域與神奈川縣川崎市域除外）、下總國（江戶川以西除外）兩國的範圍。

### 氣候
東京都及關東地區多屬於海洋性亚热带季风氣候，與日本本州多數地方一樣5月、6月上旬前半，以及日本學生放暑假期間的7月底~8月底是全年之中陽光最多、天氣最晴的時候，其次是4月，至於6月、9月、10月的日照時數為全年最少。
春季前半天氣週期變化，也可能因寒冷旋渦的影響出現雷雨，不過放晴的日子比陰雨天還要多一點。春季後半~6月上旬前半仍舊是天氣週期變化，不過鋒面通過速度非常快，陰雨天的日子不僅打散分配均勻，且不會維持太久，整體而言以晴天、薄雲為主，偶爾才是陰雨天。在梅雨季時容易受滯留鋒面影響長期降雨，偶爾還是會有空檔放晴的時候。
梅雨季過後即進入夏季，此時因太平洋高壓籠罩而高溫晴朗炎熱，並時常有颱風侵襲。此外，也可能因鄂霍次克海高氣壓的影響成為陰和雨磨蹭的天氣。 
秋季受颱風、秋雨鋒面的影響變得容易下雨。於冬季前後，發達的低氣壓通過，易發生強風和強雨。冬天時，南岸的低氣壓變得容易通過，幸好東京位於背風面，雨或雪的日子比較少，大多是晴朗乾燥的日子，同時是全年之中雲量最少的季節，下雪日子交通容易受到影響。
| 東京                                                    | 東京        | 東京        | 東京         | 東京         | 東京         | 東京         | 東京         | 東京         | 東京         | 東京         | 東京        | 東京        | 東京            |
| 月份                                                    | 1月         | 2月         | 3月          | 4月          | 5月          | 6月          | 7月          | 8月          | 9月          | 10月         | 11月        | 12月        | 全年            |
| ------------------------------------------------------- | ----------- | ----------- | ------------ | ------------ | ------------ | ------------ | ------------ | ------------ | ------------ | ------------ | ----------- | ----------- | --------------- |
| 历史最高温 °C（°F）                                     | 22.6 (72.7) | 24.9 (76.8) | 25.3 (77.5)  | 29.2 (84.6)  | 32.6 (90.7)  | 36.2 (97.2)  | 39.5 (103.1) | 39.1 (102.4) | 38.1 (100.6) | 32.6 (90.7)  | 27.3 (81.1) | 24.8 (76.6) | 39.5 (103.1)    |
| 平均高温 °C（°F）                                       | 9.6 (49.3)  | 10.4 (50.7) | 13.6 (56.5)  | 19.0 (66.2)  | 22.9 (73.2)  | 25.5 (77.9)  | 29.2 (84.6)  | 30.8 (87.4)  | 26.9 (80.4)  | 21.5 (70.7)  | 16.3 (61.3) | 11.9 (53.4) | 19.8 (67.6)     |
| 日均气温 °C（°F）                                       | 5.2 (41.4)  | 5.7 (42.3)  | 8.7 (47.7)   | 13.9 (57.0)  | 18.2 (64.8)  | 21.4 (70.5)  | 25.0 (77.0)  | 26.4 (79.5)  | 22.8 (73.0)  | 17.5 (63.5)  | 12.1 (53.8) | 7.6 (45.7)  | 15.4 (59.7)     |
| 平均低温 °C（°F）                                       | 0.9 (33.6)  | 1.7 (35.1)  | 4.4 (39.9)   | 9.4 (48.9)   | 14.0 (57.2)  | 18.0 (64.4)  | 21.8 (71.2)  | 23.0 (73.4)  | 19.7 (67.5)  | 14.2 (57.6)  | 8.3 (46.9)  | 3.5 (38.3)  | 11.6 (52.9)     |
| 历史最低温 °C（°F）                                     | −9.2 (15.4) | −7.9 (17.8) | −5.6 (21.9)  | −3.1 (26.4)  | 2.2 (36.0)   | 8.5 (47.3)   | 13.0 (55.4)  | 15.4 (59.7)  | 10.5 (50.9)  | −0.5 (31.1)  | −3.1 (26.4) | −6.8 (19.8) | −9.2 (15.4)     |
| 平均降水量 mm（）                                       | 52.3 (2.06) | 56.1 (2.21) | 117.5 (4.63) | 124.5 (4.90) | 137.8 (5.43) | 167.7 (6.60) | 153.5 (6.04) | 168.2 (6.62) | 209.9 (8.26) | 197.8 (7.79) | 92.5 (3.64) | 51.0 (2.01) | 1,528.8 (60.19) |
| 平均降雪量 cm（）                                       | 5 (2.0)     | 5 (2.0)     | 1 (0.4)      | 0 (0)        | 0 (0)        | 0 (0)        | 0 (0)        | 0 (0)        | 0 (0)        | 0 (0)        | 0 (0)       | 0 (0)       | 11 (4.3)        |
| 平均降水天数（≥ 0.5 mm）                                | 5.3         | 6.2         | 11.0         | 11.0         | 11.4         | 12.7         | 11.8         | 9.0          | 12.2         | 10.8         | 7.6         | 4.9         | 113.9           |
| 平均降雪天数（≥ 0 cm）                                  | 1.6         | 2.0         | 0.8          | 0.1          | 0.0          | 0.0          | 0.0          | 0.0          | 0.0          | 0.0          | 0.0         | 0.4         | 4.9             |
| 平均相對濕度（％）                                      | 52          | 53          | 56           | 62           | 69           | 75           | 77           | 73           | 75           | 68           | 64          | 56          | 65              |
| 月均日照時數                                            | 187.9       | 167.3       | 163.1        | 175.4        | 172.5        | 123.2        | 143.9        | 175.3        | 117.8        | 133.4        | 146.6       | 175.0       | 1,881.3         |
| 来源1：気象庁(平均値：1981年-2010年、極値：1875年-現在) |             |             |              |              |              |              |              |              |              |              |             |             |                 |
| 来源2：年ごとの値                                       |             |             |              |              |              |              |              |              |              |              |             |             |                 |

### 人口

东京都2005年与2010年间各区域的人口变化情况
上升趋势
10.0%及以上
7.5 – 9.9%
5.0 – 7.4%
2.5 – 4.9%
0.0 – 2.4%
下降趋势
0.0 – 2.4%
2.5 – 4.9%
5.0 – 7.4%
7.5 – 9.9%
10.0%及以上

2016年的人口普查资料显示，东京都共有居民13,617,445人，其中23区共有居民8,967,665人。由于大量人员在东京都区部和邻近地区之间通勤移动，东京都区部在日间和夜晚的人口差距较大。

目前，大约有 66 万外国人居住在东京。 其中中国人为257,198人，韩国人87,955人，越南人44,087人。

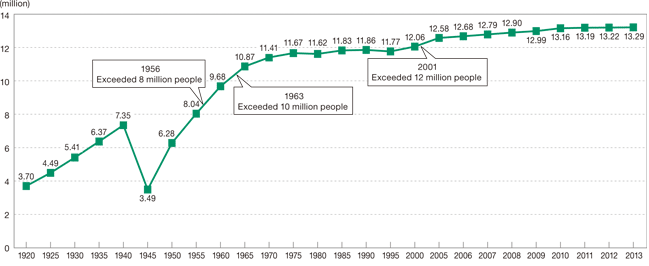
1920年以来的东京人口变化情况

## 行政區划

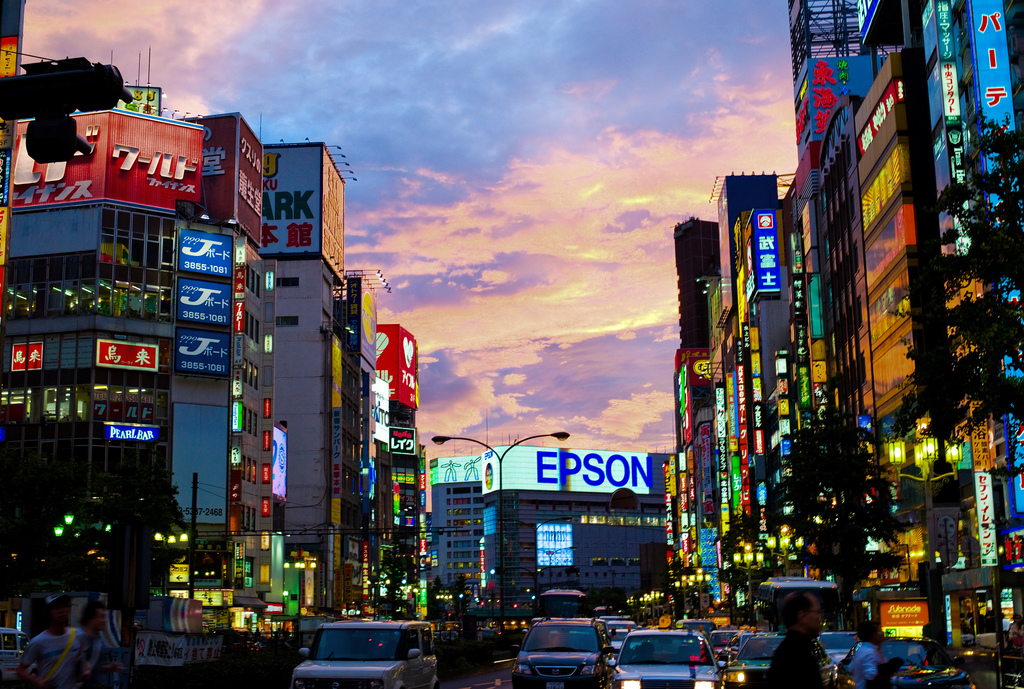
日本最大的繁華街之一——歌舞伎町，位於23區中的新宿區

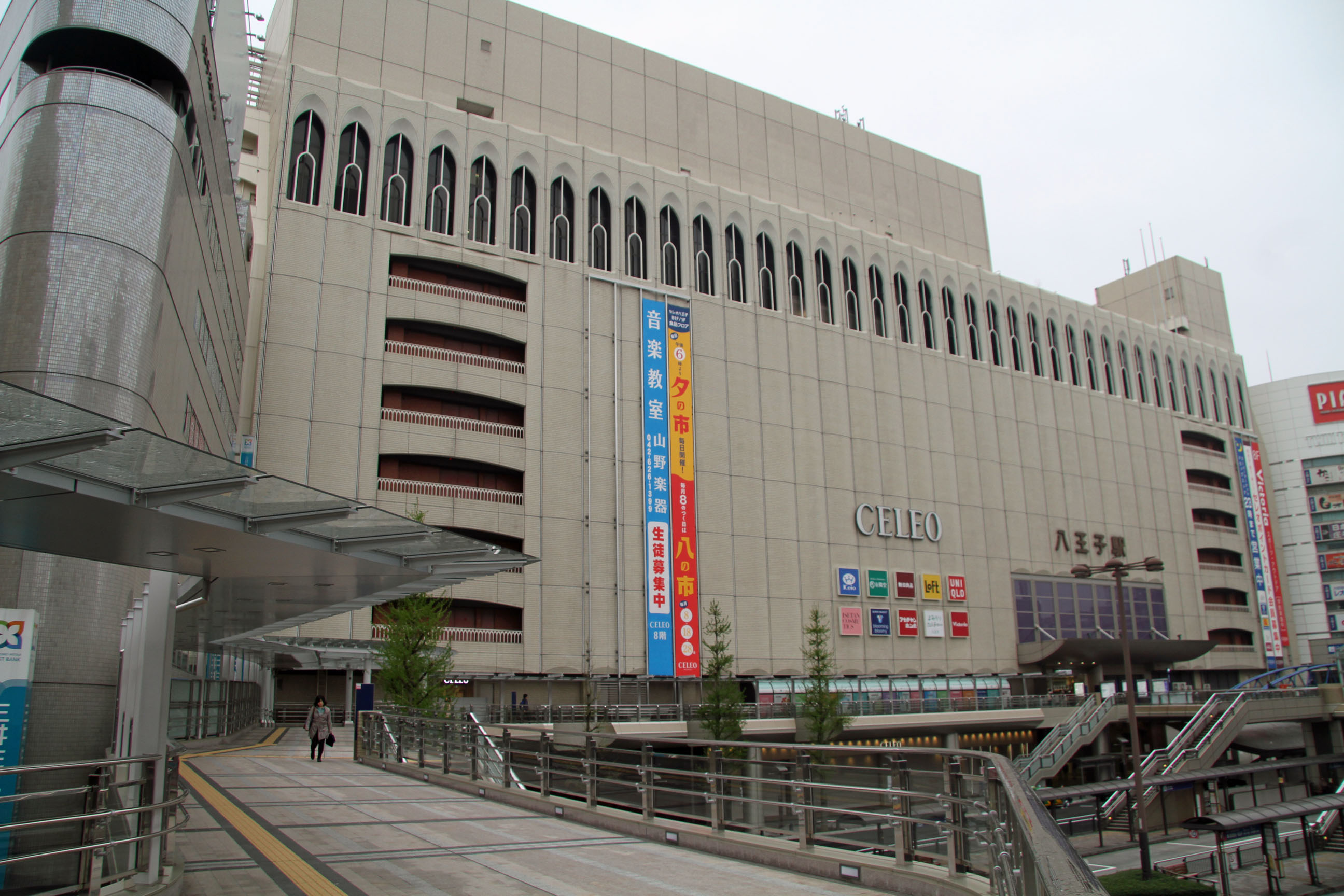
八王子車站，位於八王子市，屬於多摩地方

日本的一級行政區劃分採用都道府縣制，其中唯一的「都」就是指東京都。1943年，原本的東京府與其轄下的東京市統合成為東京都，但戰後（1947年）又因為地方自治法的頒佈，而將東京都制廢除。現在的東京都僅為單純整合特別區與其餘市、町、村而成的地方自治體，只是仍沿用原本東京都的稱呼而已。
整個東京都包含了三個主要的地理分區，分別是習慣上稱為「東京23區」的23個特別區，與23區西邊被稱為「多摩地方」的近郊地區，以及位在太平洋上、行政上由東京都管轄的多座島嶼。
- 東京都區部
  - 区部東邊涵蓋了由隅田川、荒川與江戶川等河川所形成的廣大河口平原低地，習慣上常稱為「下町」。
  - 河口平原西邊，武藏野台地東端的部份地帶被侵蝕後形成舌狀台地，俗稱「山之手（日语：山の手）」，今日東京市區著名的JR山手線鐵道當初就是為了連接這些小型台地而設。
  - 南邊為多摩川河口沿岸的帶狀低地區。
  - 東京灣沿岸至今仍持續進行填海造陸工程，填成的新生地也劃入23區的範圍內，例如位於隅田川河口的台場，就是建立在海埔新生地上的新興遊憩地區。
- 多摩地方
  - 以多摩川沿岸的低地為中心，包含了北側的武藏野台地，與南側的多摩丘陵（日语：多摩丘陵）所組成的狹長狀郊區地帶。此區域7世紀時為武藏國多摩郡所管轄，明治時代劃分為四個郡，後來東多摩郡併入東京市成為中野區與杉並區的一部份後，形成目前的北多摩郡、南多摩郡與西多摩郡。多摩地方境內有許多東京的大型衛星城市，例如武藏野市、立川市、八王子市與著名的多摩新市鎮（多摩ニュータウン，位於多摩市境內的新市鎮計畫）。
  - 多摩地方西邊（西多摩郡）境內已經包含部分關東山地的範圍在內。
- 島嶼部
  - 包含伊豆群島、小笠原群島在內的東京都島嶼部各島。此區域在行政區劃分上比較特殊的地方，在於它們跟道、府、縣等行政區下轄的獨立村、町不同，此區域與東京都之間，並沒有一個郡等級的行政單位介入其中，各島都是以直屬於都政府的自治村、自治町型態存在。
  - 日本國土最南端的沖之鳥礁、以及最東端的南鳥島，皆歸屬於東京都小笠原村管轄。

東京都下轄23區、26市、1郡、4支廳（島嶼部）、5町與8村。
| 東京都地圖 |

### 特別區（區部）
| - 足立區 - 荒川區 - 板橋區 - 江戶川區 - 大田區 - 葛飾區 | - 北區 - 江東區 - 品川區 - 澀谷區 - 新宿区 - 杉並區 | - 墨田區 - 世田谷區 - 台東區 - 中央區 - 千代田區 - 豐島區 | - 中野區 - 練馬區 - 文京區 - 港區 - 目黑區 |

### 多摩地方

#### 市部
北多摩地區（17市）
立川市・武藏野市・ 三鷹市・ 府中市・ 昭島市・ 調布市・ 小金井市・小平市・東村山市・國分寺市・國立市・狛江市・東大和市・清瀨市・東久留米市・武藏村山市・西東京市
南多摩地區（5市） 
八王子市・町田市・日野市・多摩市・稻城市
西多摩地區（4市） 
青梅市・福生市・羽村市・秋留野市

#### 郡部

西多摩郡在东京都的位置

西多摩郡
| - 奥多摩町 - 日之出町 | - 瑞穗町 - 檜原村 |

北多摩郡（已廢除）
南多摩郡（已廢除）

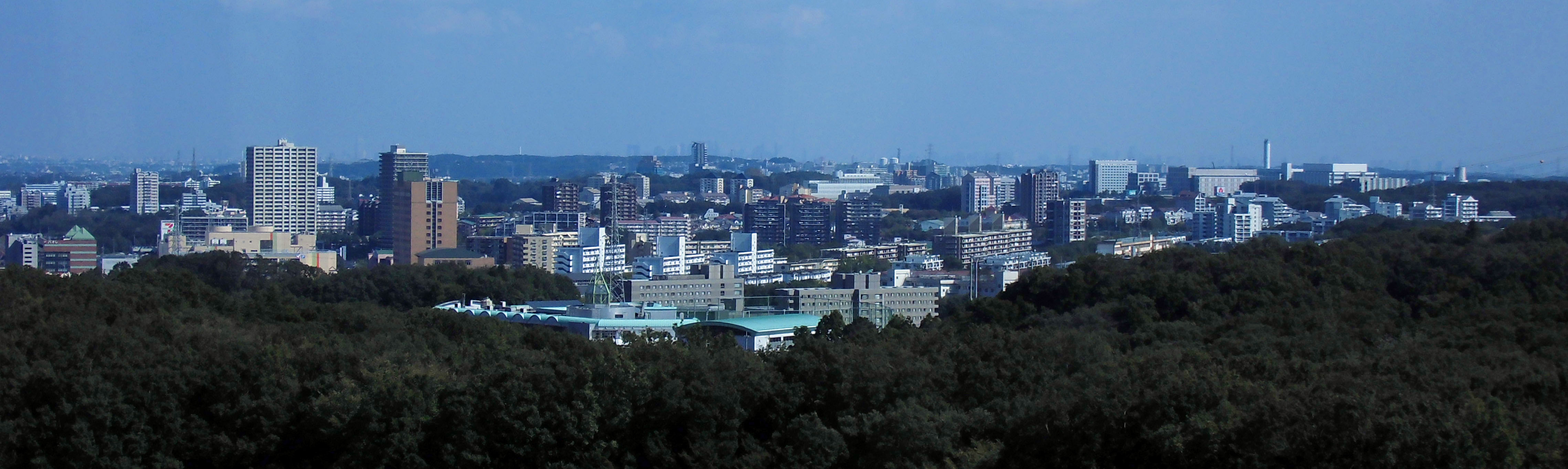
多摩新城全景，摄于2013年10月12日
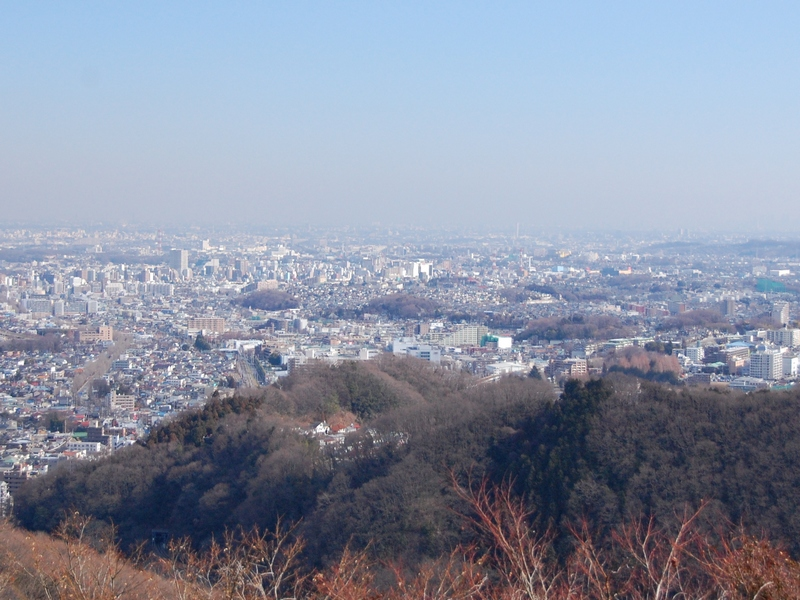
八王子市
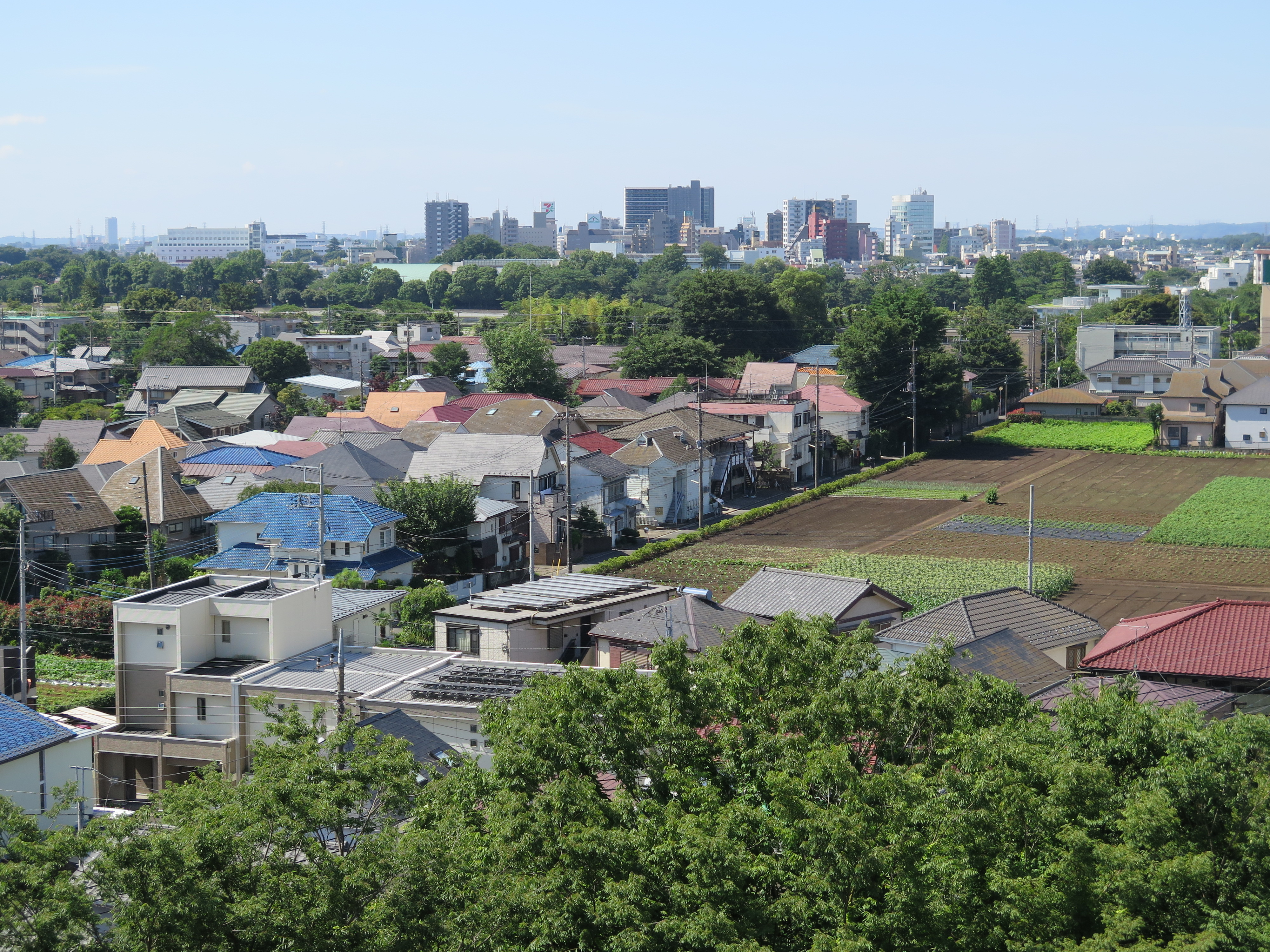
武藏野市

### 島嶼部
大島支廳
- 大島町（大島）
- 利島村（利島）
- 新島村（新島、式根島）
- 神津島村（神津島、錢洲）

三宅支廳
- 三宅村（三宅島）
- 御藏島村（御藏島）

八丈支廳
- 八丈町（八丈島、八丈小島）
- 青島村（青島）

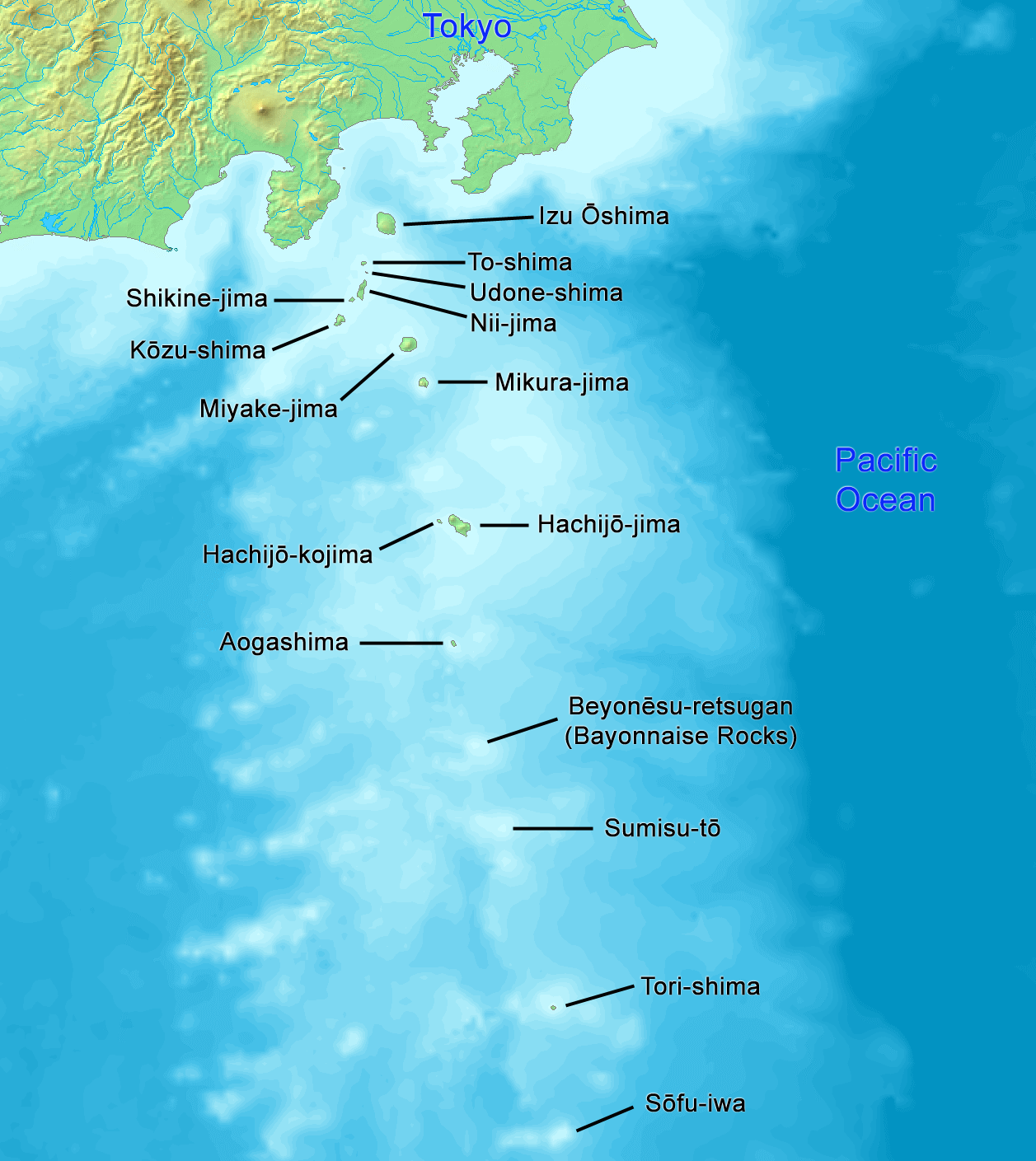
伊豆诸岛地图

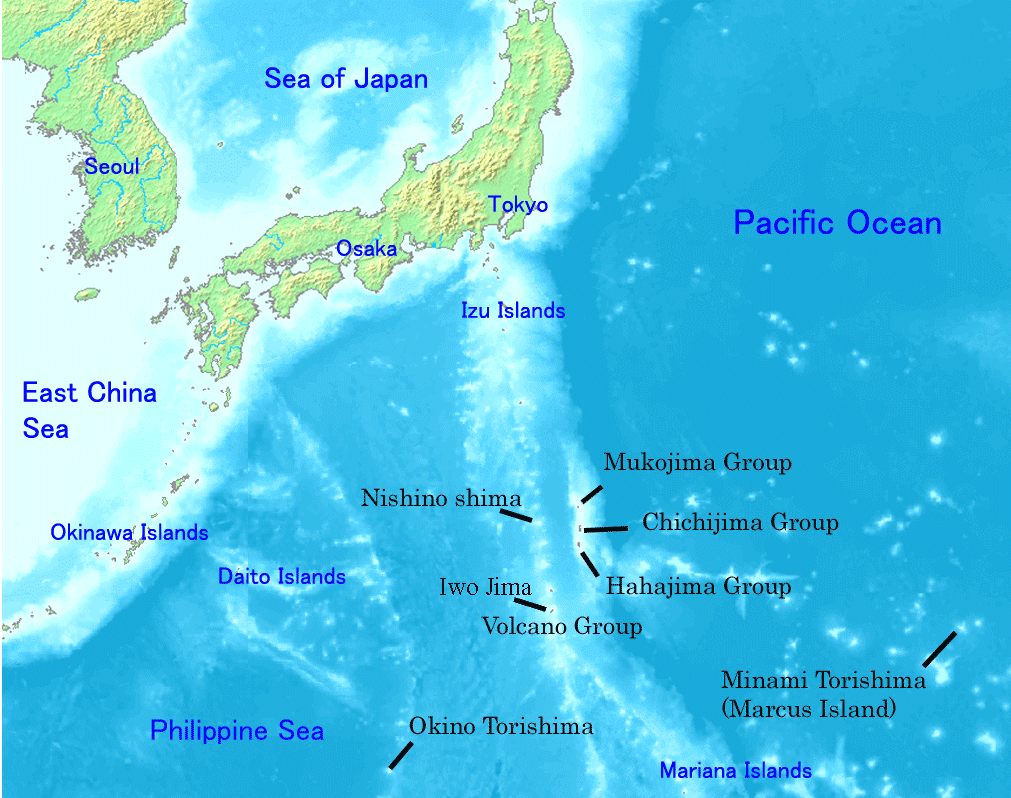
小笠原群岛地图

- 鳥島、須美壽島、巴約訥岩礁（ベヨネース列岩）、孀婦岩

小笠原支廳
- 小笠原村（小笠原諸島、火山列島（硫黄列島）、南鳥島、沖鳥島）

### 東京副都心
東京都境內共有7個副都心。
| - 新宿副都心 - 池袋副都心 - 澀谷副都心 | - 上野、淺草副都心 - 錦糸町、龜戶副都心 | - 大崎副都心 - 東京臨海副都心 |

## 经济
东京都会区无论是在经济还是人口两方面，都是世界上最大的都会区。据统计，2008年大东京地区人口达3,520万人，按購買力平價調整後的國內生產總值达14,790亿美元，2010年按國際匯率計價的名義國內生產總值達1.9兆美元，約近紐約都會區及韓國的兩倍、更達臺灣的4倍多。關係實際個人產出／收入的以購買力平價／當地物價調整後的實際人均國內生產總值在2014年為43,664美元（國際元），同年臺灣的臺北都會區為46,102美元（國際元）。另外，东京都会区也是世界上拥有最多财富500强公司总部的地区，於2009年达51家，几乎是第2名巴黎的两倍。
東京綜合實力評價為亞洲城市第一位，國際社會慣例上將其視為與西方倫敦、紐約、巴黎並列，為已開發世界中具有全方位主導性的四大全球城市之一。參考國際相關全球城市研究調查結果：依照美國Chicago Council on Global Affairs及A.T. Kearney公告的世界都市指數（A.T.Kearney Global Cities Index, 2012）、美國雜誌《對外政策》（Foreign Policy）全球城市指數、日本「財團法人森記念財團都市戰略研究所」世界都市綜合力排行「Global Power City Index 2013」、英國Knight Frank世界都市調査（The Wealth Report's Global Cities Survey）、中國都市競爭力研究会（China Institute Of City Competitiveness）2012年世界城市綜合競爭力排行榜等，東京皆為亞洲地區一枝獨秀的世界級城市。
另外依照英國偏向會計、廣告、金融等特定服務領域的智庫全球化及世界城市研究網絡（Globalization and World Cities Research Network，簡稱GaWC）所發佈之2012全球國際大都會綜合排名，東京與巴黎、新加坡、香港、上海、北京同屬Alpha+等級，僅次於英語圈資源流通實力建構的倫敦及紐約（屬於Alpha++等級）。

## 教育

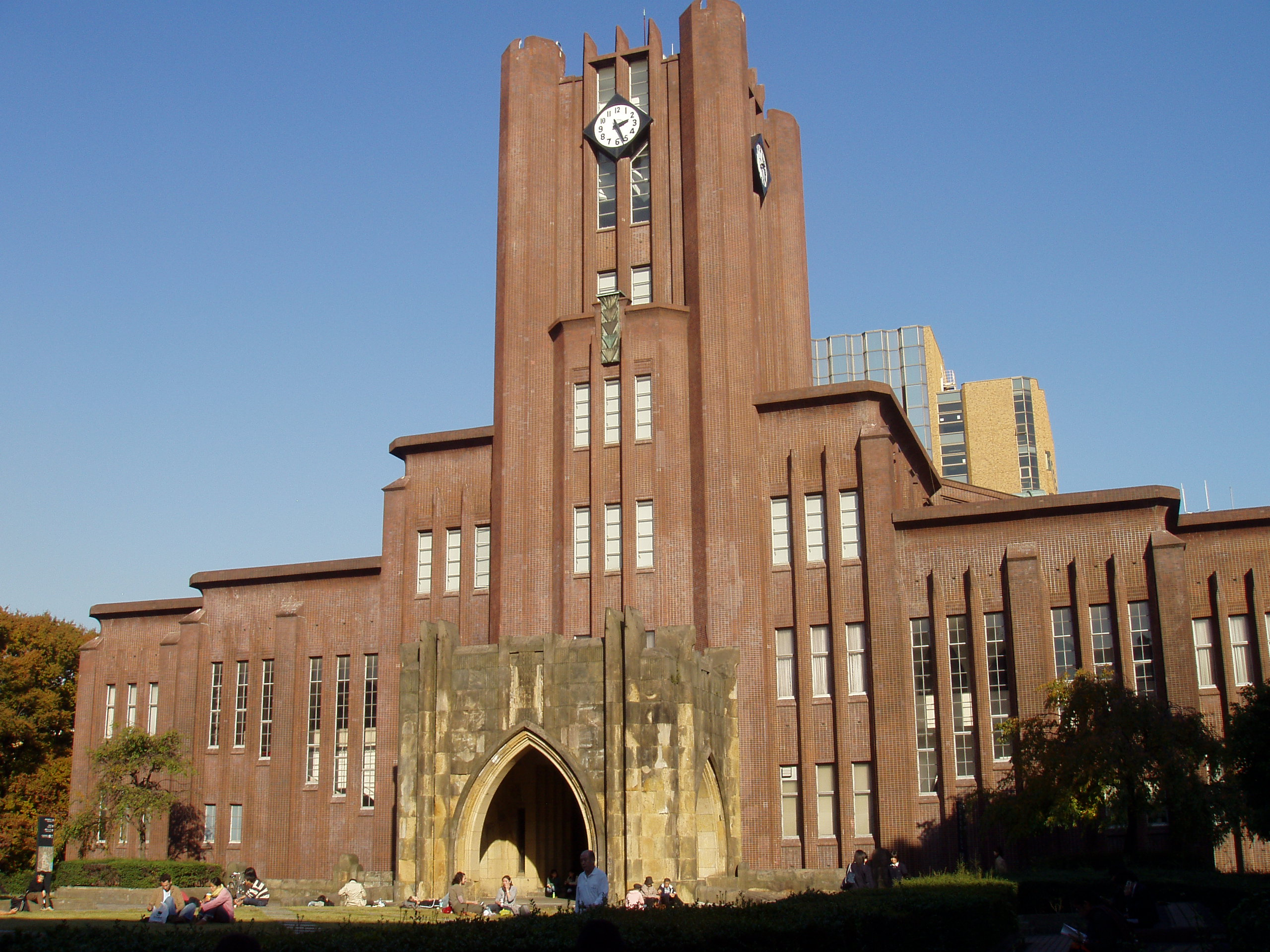
安田講堂，為東京大學重要的學術象徵

東京都内有12間國立大學，1間公立大學和超過100間私立大學。国立大學包括:
- 東京大學
- 一橋大學
- 東京科學大學
- 政策研究大学院大学
- 御茶水女子大学
- 东京学艺大学
- 东京农工大学
- 东京外国语大学
- 东京海洋大学
- 东京艺术大学
- 电气通信大学

东京都只有一所都立大学：
- 東京都立大學

较著名的私立大学有：
- 早稻田大學
- 慶應義塾大學
- 明治大學
- 法政大學
- 中央大學
- 立教大學
- 上智大學
- 青山學院大學
- 東京理科大學
- 學習院大學
- 拓殖大學
- 日本大學
- 專修大學
- 東洋大學
- 國學院大學

## 交通

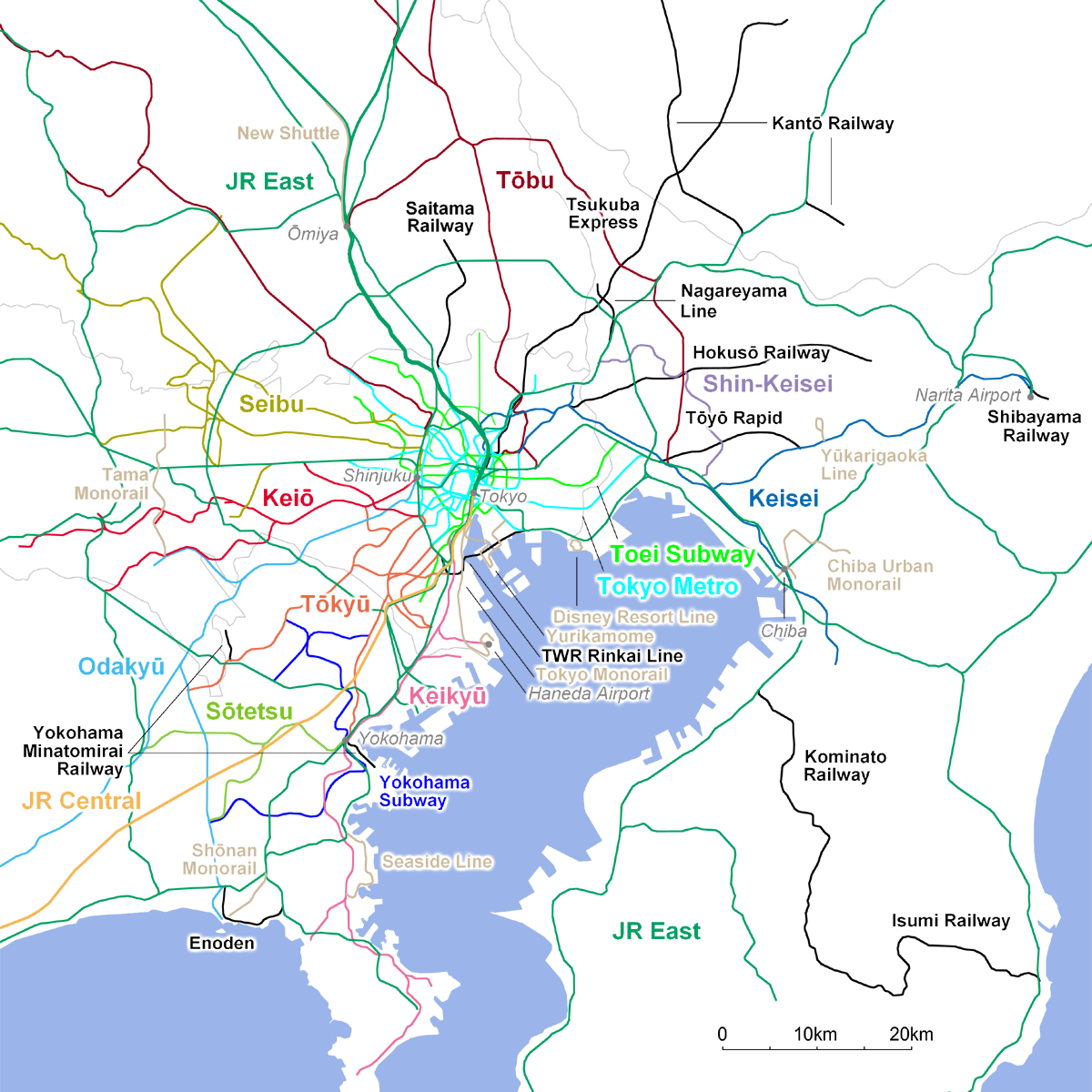
大東京地區的所有通勤軌道的線路圖

### 鐵道

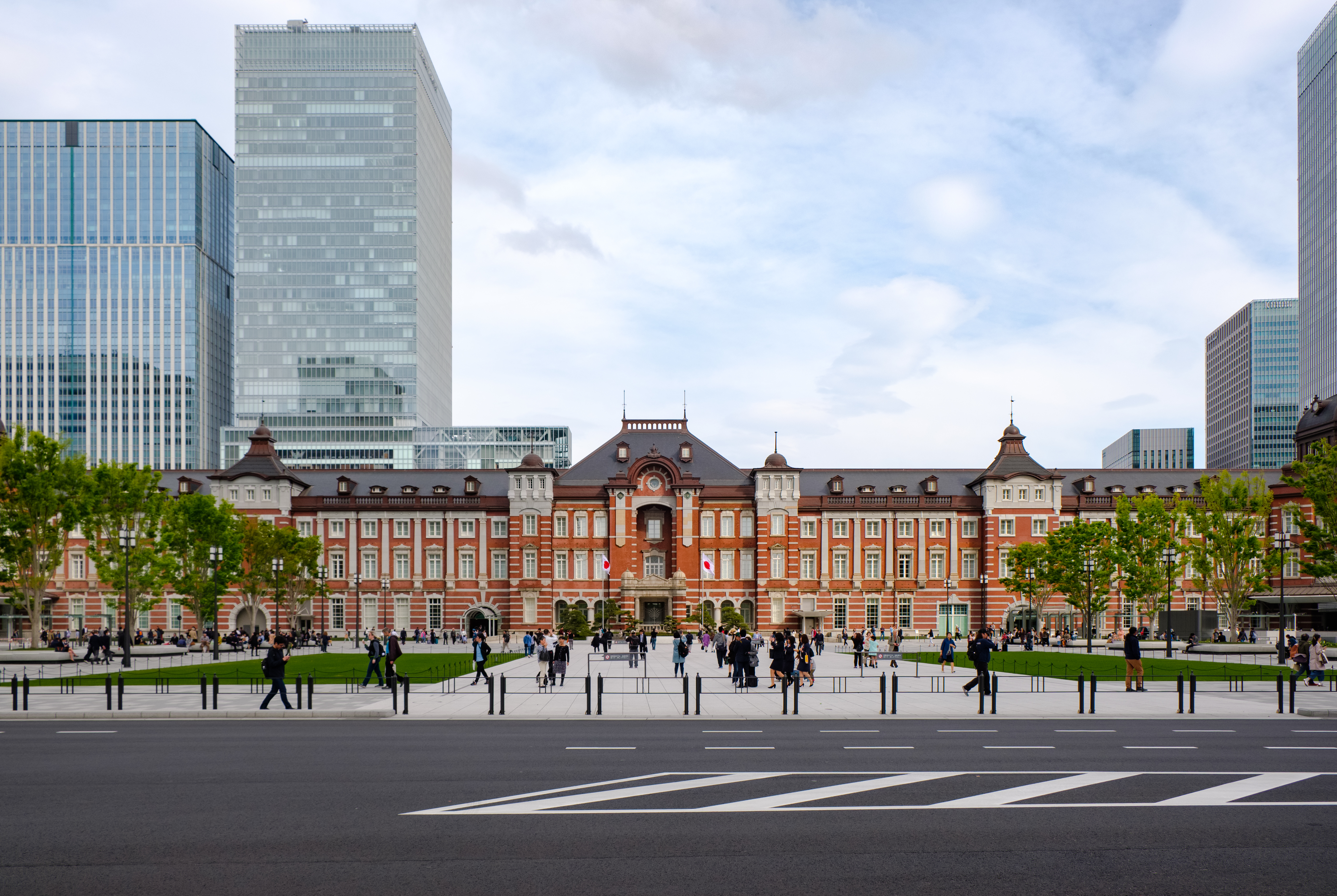
東京站，東京有許多未來風格建築和古典風格建築穿插的景緻

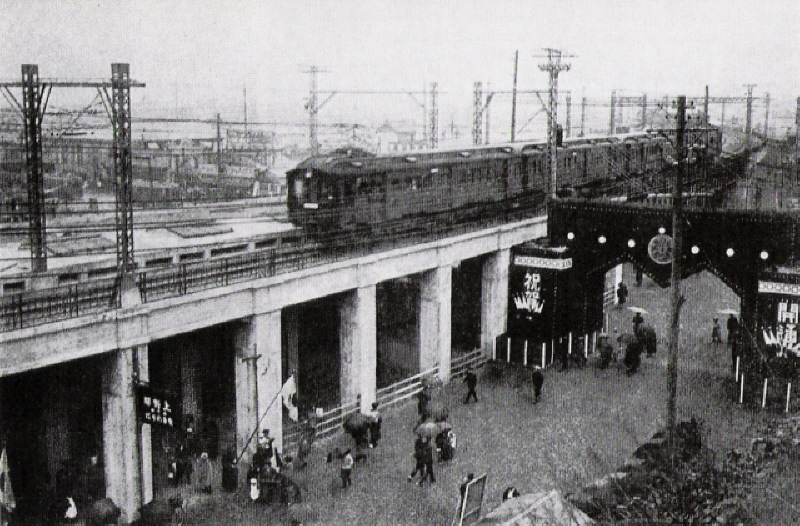
歷史悠久的山手線，從1925年就開始環狀營運

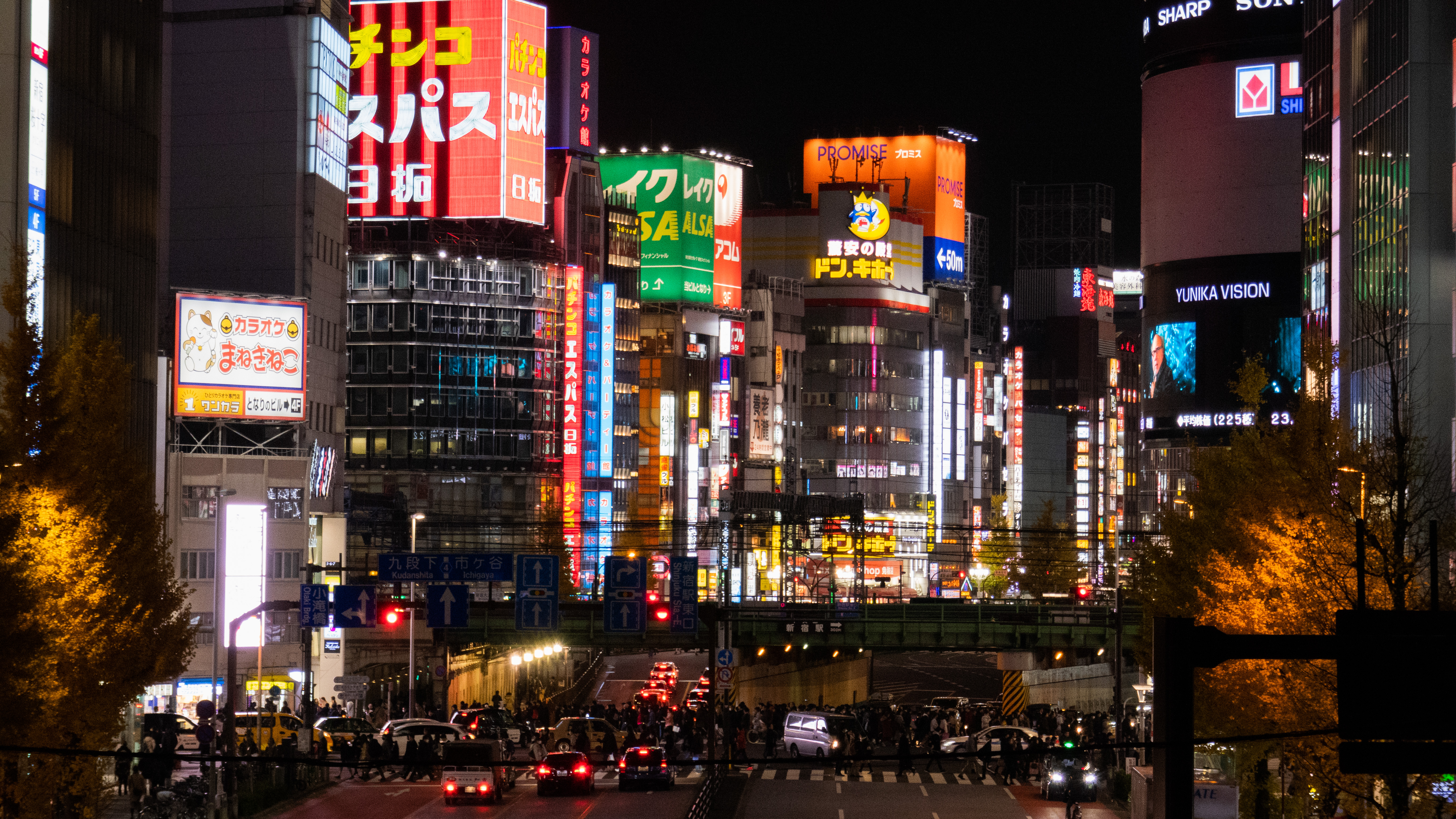
東京經濟圈由鐵路中心向外扩展

東京的鐵道路線主要是以JR線為主，有環繞都心行駛的JR山手線與橫切都心行駛的JR中央線、總武線。在JR山手線的內側有眾多地下鐵路線，在外側有呈放射形狀的各家私營鐵路線。

#### JR（日本鐵道）
東京都內的JR路線，除了東海道新幹線屬於JR東海管轄外，其他皆屬於JR東日本管轄。JR線的電車均以不同的車身顏色作出區別，以下是主要JR線的代表色：
- 山手線=黃綠色
- 東海道線=橘黃色
- 京濱東北線=天藍色
- 中央線=橙色
- 中央·總武緩行線（中央線、總武線相互直通運轉慢車）=黃色
- 總武快速線=上乳白下深藍色
- 埼京線=深綠色
- 京葉線=紫紅色
- 武藏野線=橙色加上黑白線

新幹線部分，東京站是東海道新幹線與東北新幹線的端點站，同時也是列車最主要的起讫站；此外也有許多經由這兩條新幹線而直通其他新幹線（九州新幹線除外）的列車自此發車。除了東京站外，新幹線另外還在東京站以北、以南分別設有上野站、品川站兩個轉運車站，以分擔東京站的旅運量，並方便乘客搭乘。

#### 地下鐵

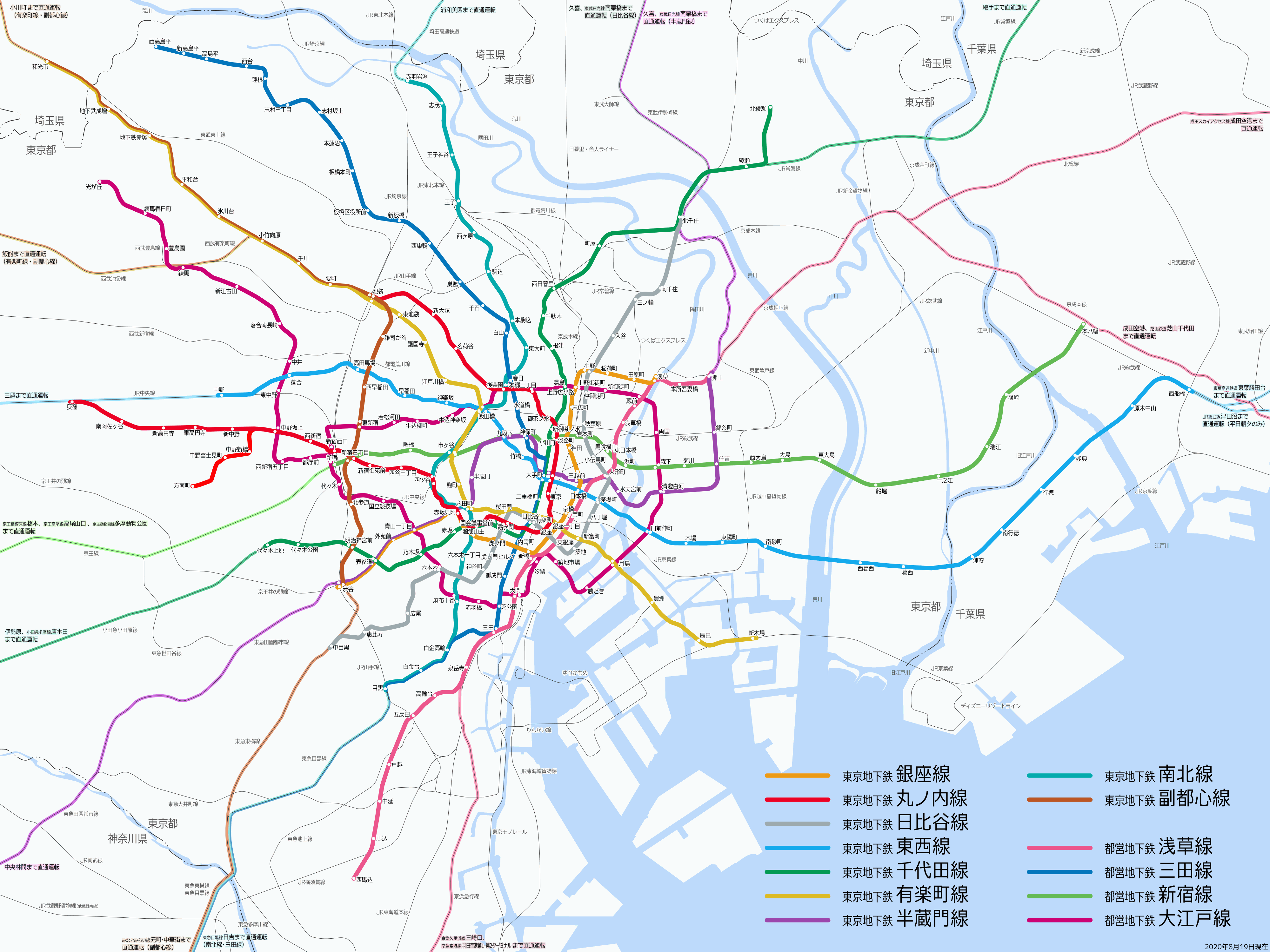
東京地下鐵路線圖

東京的地下鐵系統由兩個不同的事業體經營，其中由日本政府及東京都政府合資成立的「帝都高速度交通營團」所經營的路線原本稱為「營團線」，不過隨著營團於2004年4月1日公司化，改名為東京地下鐵（東京地下鉄株式会社），所經營的路線也改稱為「東京地下鐵線」（東京メトロ線）；而由東京都交通局經營的路線則稱為「都營線」（都営線）。
各路線都有專屬的英文字母代號，主要是與數字組合，作為各路線車站的快速辨識代號（例如東京站西北方地下的大型轉乘站—大手町站，是丸之內線與東西線的交會點，它分別為丸之內本線編號第18站，與東西線編號第9站，因此有「M18」與「T09」兩個代號）。至於專屬路線代表色，則是與車站內的導引指標用色，以及地下鐵車廂上的彩色裝飾線條配合，方便搭乘民眾辨識。
地下鐵路線所屬的事業體、路線名稱、代號與代表色如下：
- 東京地下鐵
  - 　銀座線  G
  - 　丸之內線　 M（支線代號為Mb）
  - 　日比谷線　 H
  - 　東西線  T
  - 　千代田線　 C
  - 　有樂町線　 Y
  - 　半藏門線　 Z
  - 　南北線  N
  - 　副都心線　 F
- 都營地下铁
  - 　淺草線  A
  - 　三田線  I
  - 　新宿線  S
  - 　大江戶線　 E

在東京乘坐地鐵，可以購買一日券，這樣可以在當日無限次任意乘坐指定的地鐵而無需支付別的費用。目前，一日券分為兩種類型：
- 東京地下鐵一日券：可以無限次任意乘坐東京地下鐵線的全部線路
- 都營・東京地下鐵共通一日券：除了可以乘坐“東京地下鐵一日券”所包含的路線，還可無限次任意乘坐都營地下鐵的四條路線。

#### 私鐵（私營鐵路）
東京都內相對於JR的主要私營鐵路公司：
- 西武鐵道
- 東武鐵道
- 東急電鐵
- 京濱急行電鐵
- 京成電鐵
- 京王電鐵
- 小田急電鐵

其他私營鐵路公司：
- 東京臨海高速鐵道
- 首都圈新都市鐵道

#### 新都市交通
- 百合鷗，無人駕駛電車路線，連接新橋、汐留、台場（臨海副都心）與豐洲。

#### 單軌鐵路
- 東京單軌電車，連接東京國際機場（羽田機場）和市區（濱松町）。
- 多摩都市單軌電車，位於東京西邊的多摩地區。
- 迪士尼度假區線，連接迪士尼樂園與迪士尼海洋（單向環狀運行路線）。

### 巴士

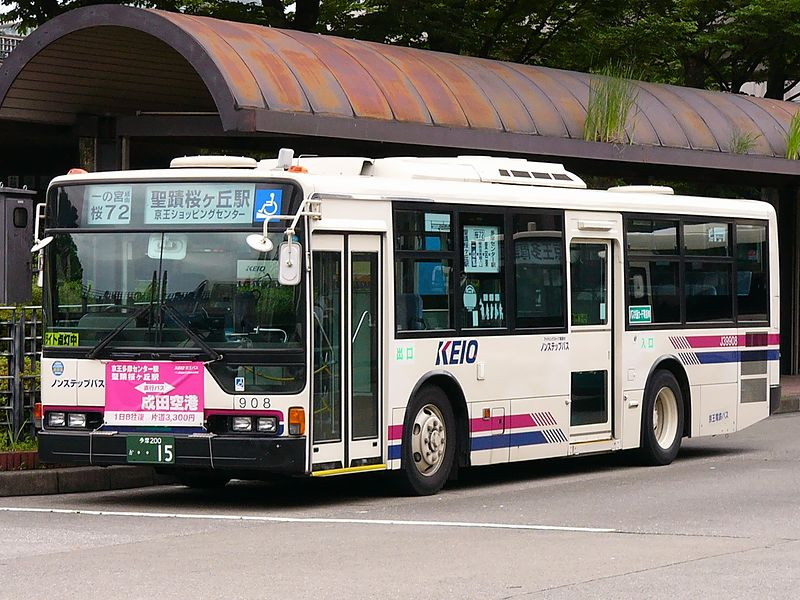
停靠在多摩中心站的京王電鐵巴士

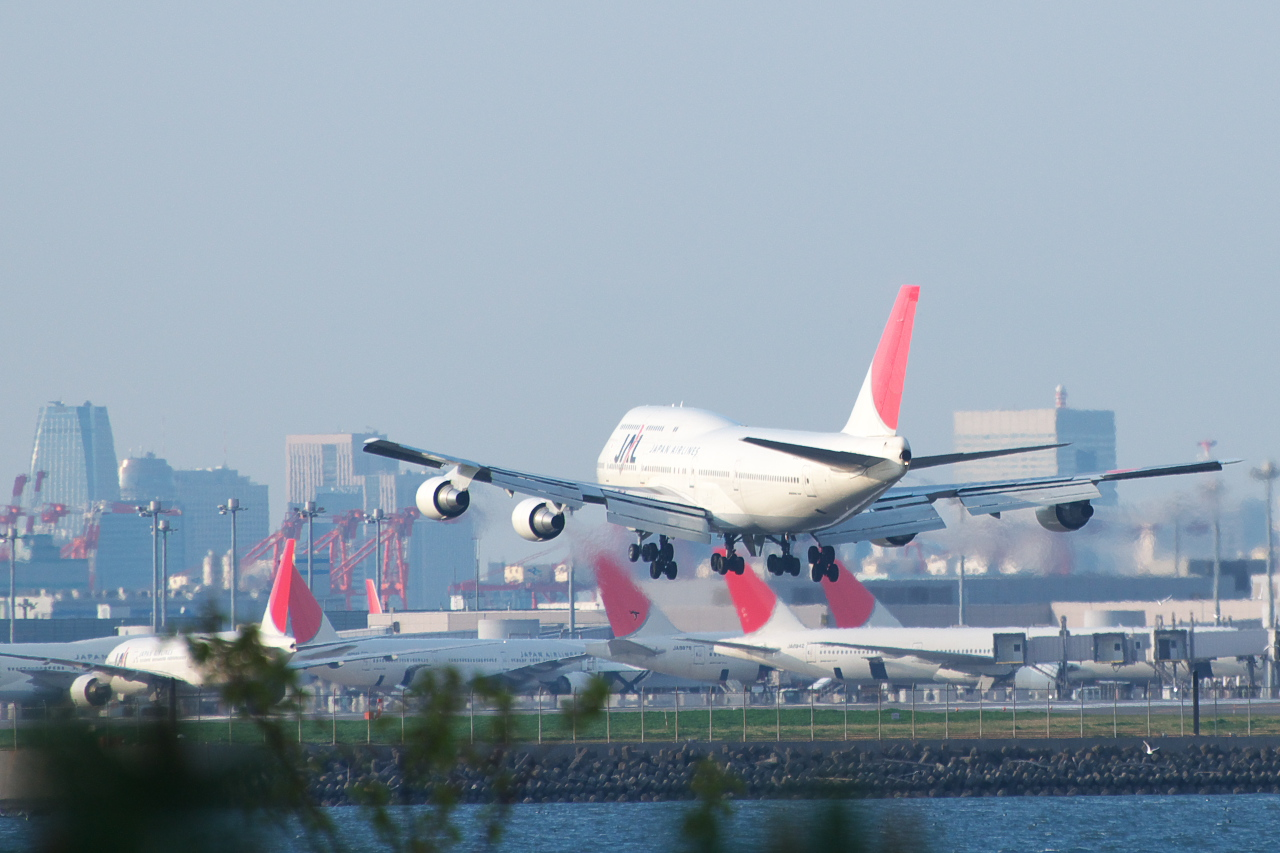
東京國際機場

路線眾多而複雜，大多以鐵路車站或重要地點為端點站或主要換乘站，主要街道上也經常可見巴士站牌；都心部的市區巴士以都營路線為主，兼有里程較長路線與短程接駁路線（如澀谷站～六本木新城），以及幾條觀光巴士路線（如東京、銀座～台場）。都心以外的地區巴士多由私鐵業者（東武、西武、東急等）兼營，因此經常以私鐵車站作為端點站。
另外還有往返於都心部主要飯店、東京城市航空總站（T-CAT）與成田機場、羽田機場間的「Airport Limousine」（利木津巴士）。往返機場和東京市區的Airpot BUS（成田機場）、京浜急行巴士（羽田機場），其中，利木津巴士會直達部分住宿飯店門口，非常方便。 在幾個大型轉運站（東京站、新宿站等）附近，也有數條長途高速巴士路線，可以搭乘前往本州島各地。此外还有在各旅游景点环游的观光巴士。

### 計程車
在鐵路車站附近與主要街道上可以找到計程車站，而且原則上可以在任何地方搭乘計程車。當計程車前擋風玻璃左下角的信號燈顯示為紅色時，則表示這輛計程車可以搭乘。

### 航空
位於都心部南邊東京灣岸的東京國際機場（又稱羽田機場），過去曾為日本國內航線與國際航線班機共用的起降機場；目前轉以提供國內航線班機起降為主，維持日本國內航線樞紐的地位，國際航線部分則有往返上海虹橋機場、北京首都機場、香港國際機場以及臺北松山機場等東亞城市之間的航班，維持有限度的區域航線服務。
至於飛往東京的國際定期航線班機，大部分均在位於東京都以東的千葉縣境內，距離東京市區約65公里的成田國際機場（過去曾稱為「新東京國際機場」）起降；此外亦有極少數國內航線班機於成田機場起降。成田機場與東京市區之間有JR、京成電鐵等鐵道路線連結，亦有高速巴士往返於兩地之間。
2010年3月11日，位於茨城縣小美玉市、距離東京市區約80公里的茨城機場（又稱「百里飛行場」）正式啟用，成為東京的第三個聯外機場。

## 城市景观
东京的建筑和城市构造受到了其历史的深刻影响。东京近现代历史上的两个事件对城市造成了极大的破坏：其一是1923年的关东大地震，其二是第二次世界大战中的东京大轰炸。由于这两次时间造成的破坏，东京的城市景观主要由现代和当代建筑所构成，而较老的建筑则很少见。东京的建筑中包括两座著名的塔：东京塔和东京晴空塔，其中后者是全世界第二高的建筑物，仅次于迪拜的哈利法塔。东京的摩天大楼集中在新宿、丸之内、银座、六本木等几个地区。

东京还拥有许多公园和花园，东京境内有四座国家公园，其中包括覆盖伊豆群岛全境的富士箱根伊豆国立公园。

## 全球推广

### 旅遊

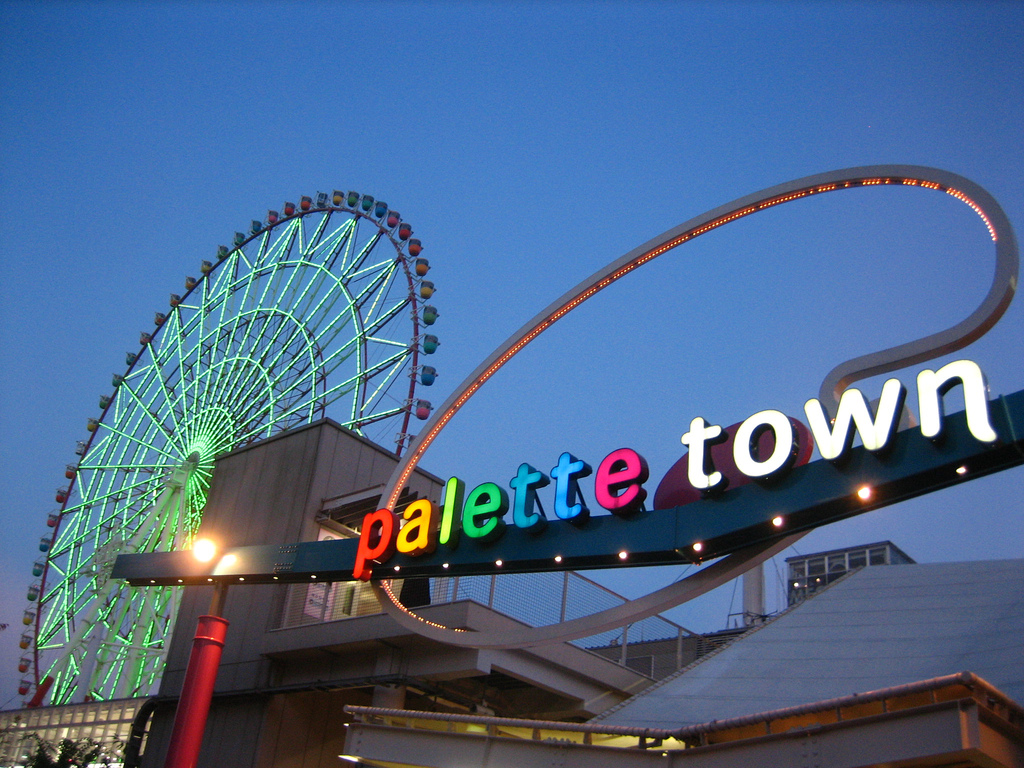
台場調色板城樂園

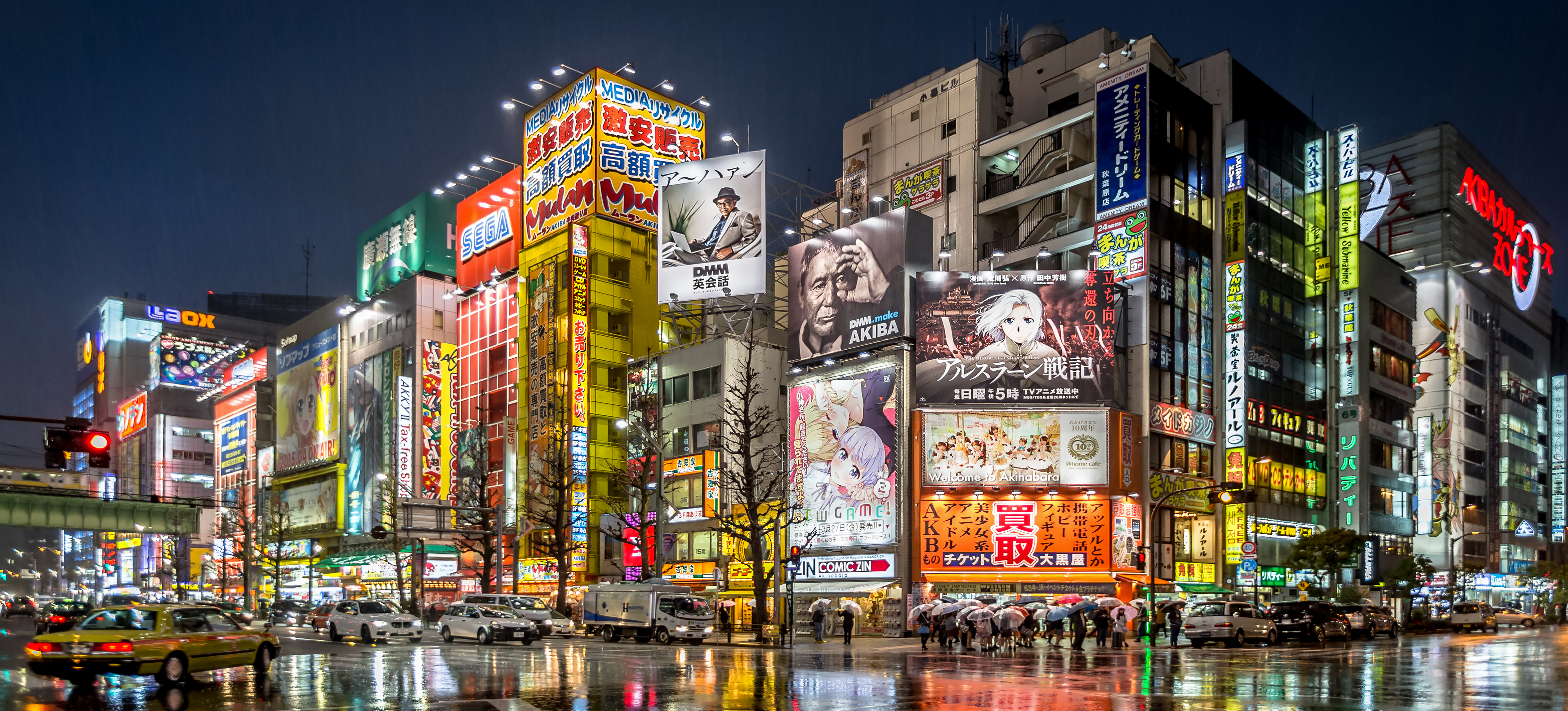
電氣街、御宅族文化的發祥地秋葉原

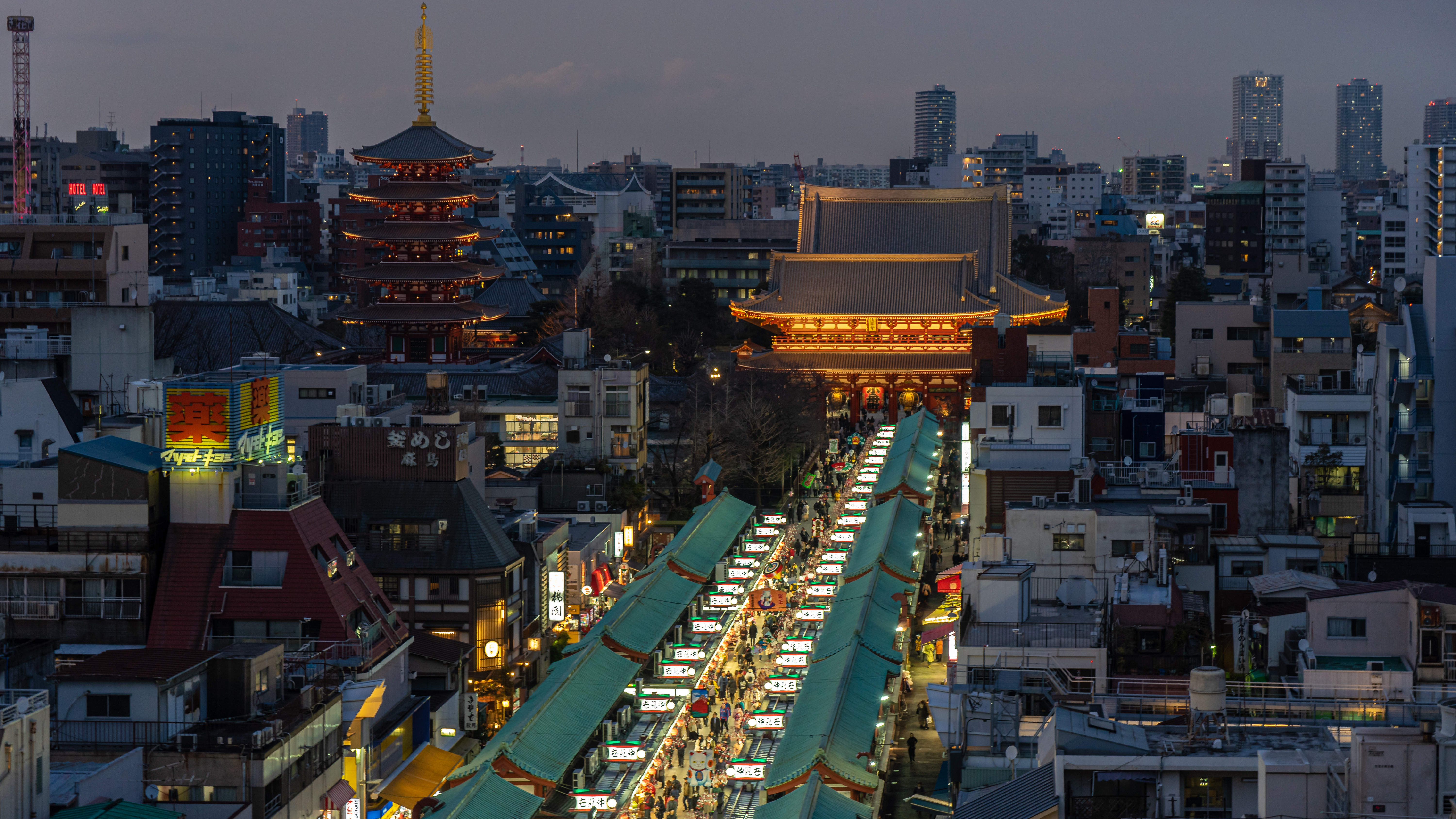
淺草雷門

- 東京迪士尼渡假區（包括迪士尼樂園、迪士尼海洋，實際位置在千葉縣浦安市境內）
- 淺草：淺草寺、仲見世通
- 上野：上野公園、上野動物園、博物館群
- 水道橋：小石川後樂園、東京巨蛋城、LaQua（日语：ラクーア）
- 秋葉原：電氣街、交通博物館（已閉館）
- 兩國：兩國國技館、江戶東京博物館
- 九段下：日本武道館
- 神保町：古書店街
- 日本橋
- 芝：芝公園、增上寺、東京鐵塔
- 丸之內：皇居、二重橋、東京站、丸大廈
- 銀座：步行者天國、有樂町
- 日比谷：日比谷公園
- 築地：築地市場
- 汐留：汐留SIO-SITE、濱離宮恩賜庭園
- 御台場（臨海副都心）：彩虹大橋、調色板城大摩天輪、東京國際展示場、MEGA WEB、FCG大樓
- 月島：月島文字燒街
- 葛西（日语：葛西）：葛西臨海公園、鑽石與花大摩天輪
- 麻布：麻布十番商店街
- 六本木：六本木新城、東京中城、國立新美術館
- 惠比壽：惠比壽花園廣場
- 澀谷
- 原宿：表參道、竹下通、神宮外苑
- 代代木：明治神宮、代代木公園（國立代代木競技場）
- 新宿：東京都廳舍、新宿新都心、歌舞伎町、新宿御苑
- 池袋：太陽城、豐田Amlux
- 練馬：豐島園
- 吉祥寺
- 自由之丘
- 下北澤
- 三鷹：三鷹之森吉卜力美術館
- 墨田：东京晴空塔、押上
- 其他：
  - 隅田川觀光汽船
  - 都電荒川線

### 體育
繼成功舉辦1964年夏季奧林匹克運動會後，東京再次取得2020年夏季奧林匹克運動會的主办权，成為第一個兩度舉辦奧運會的亞洲城市。
日本相扑协会总部位于东京的两国国技馆，这里每年会举办三场相扑大赛。

### 球隊

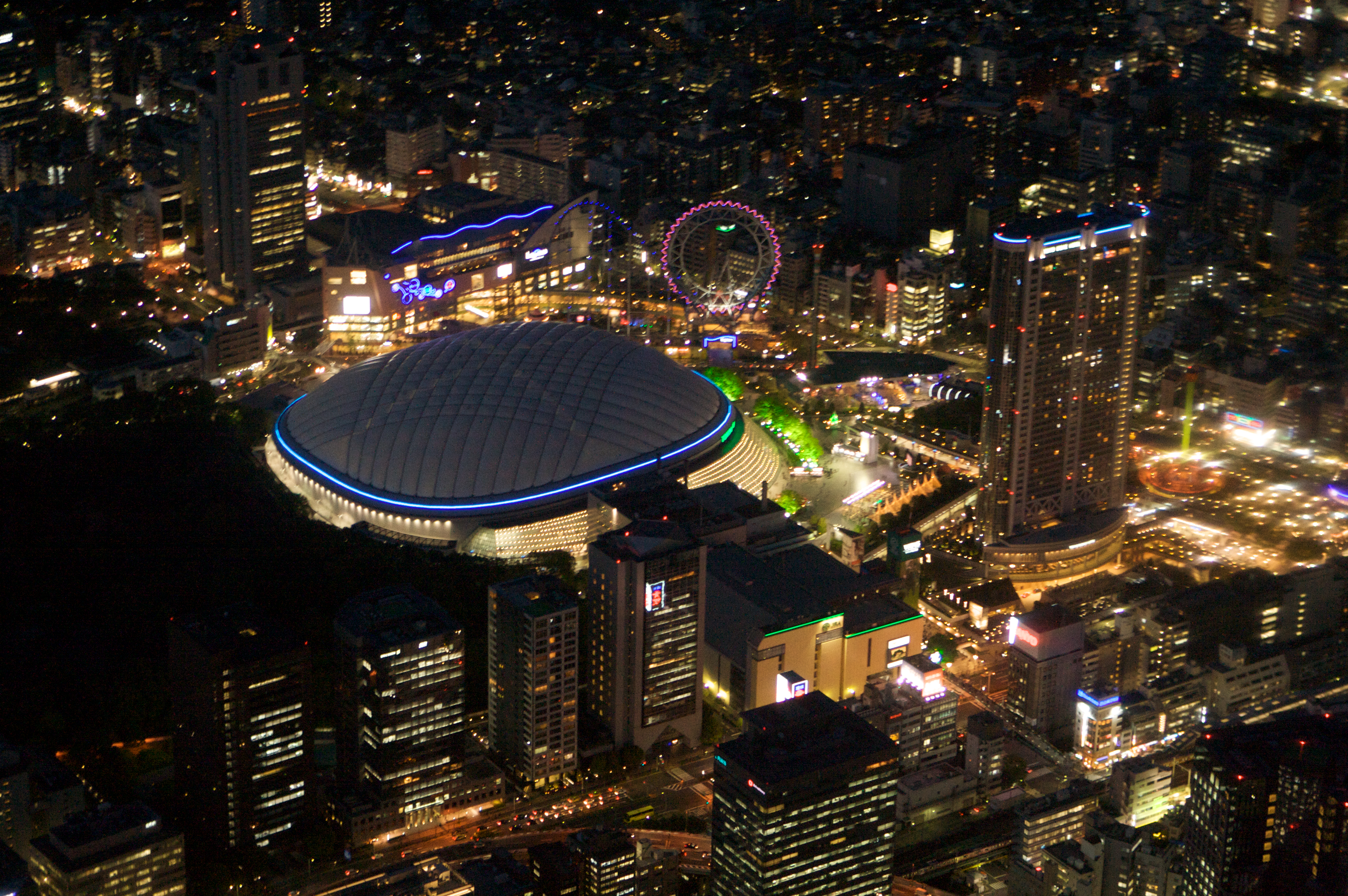
东京巨蛋

- 足球俱乐部：東京FC、東京綠茵（主场均位于东京体育场）
- 棒球俱乐部：東京養樂多燕子（主场位于明治神宫棒球场）、讀賣巨人（主场位于东京巨蛋）
- 籃球：日立SUN ROCKERS东京・涩谷（主场位于青山学院纪念馆）、Alvark东京（主场位于国立代代木竞技场第二体育馆）、东京EXCELLENCE（英语：Yokohama Excellence）（主场位于板桥区立小豆泽体育馆）

### 特產
| 水果、蔬菜       | 水果、蔬菜                                                  |
| ---------------- | ----------------------------------------------------------- |
| 南國果樹         | 父島·母島位於與沖繩同樣的緯度，栽培芒果、百香果等南國果樹。 |
| 魚貝類、海産     |                                                             |
| 江戶前的魚       | 漁獲量少，不過在東京灣出產鰻、鰈、花蛤等。                  |
| 鄉土料理         |                                                             |
| 下町的食文化     | 淺草等江戶情調留存的街道，可品味下町的食文化。              |
| ちゃんこ         | 相撲力士火鍋。                                              |
| 蘭姆酒           | 小笠原的地酒。                                              |
| 雷おこし         | 浅草的名物菓子。                                            |
| クサヤ           | 伊豆群島、小笠原群島獨特的干物。                            |
| 工藝品、民俗藝品 |                                                             |
| 村山大島紬       | 國家指定的傳統工藝品。                                      |
| 東京染小紋       | 國家指定的傳統工藝品。                                      |
| 東京手描友禪     | 國家指定的傳統工藝品。                                      |
| 多摩織           | 國家指定的傳統工藝品。                                      |
| 本場黄八丈       | 國家指定的傳統工藝品。                                      |
| 東京銀器         | 國家指定的傳統工藝品。                                      |
| 江戶切子         | 國家指定的傳統工藝品。                                      |
| 江戶木目込人形   | 國家指定的傳統工藝品。                                      |
| 江戶和竿         | 國家指定的傳統工藝品。                                      |
| 江戶指物         | 國家指定的傳統工藝品。                                      |
| 江戸からかみ     | 國家指定的傳統工藝品。                                      |
| 江戶風鈴         |                                                             |
| 參考資料：       |                                                             |

### 姊妹或友好城市
東京都共有11個姊妹友好都市（或行政區）：
| 國家           | 城市／行政區         | 締結日期       |
| -------------- | -------------------- | -------------- |
| 美国           | 紐約（紐約州）       | 1960年2月29日  |
| 中华人民共和国 | 北京                 | 1979年3月14日  |
| 法國           | 巴黎（法蘭西島大區） | 1982年7月14日  |
|                | 新南威爾士州         | 1984年5月9日   |
|                | 首爾                 | 1988年9月3日   |
| 印度尼西亞     | 雅加達               | 1989年10月23日 |
| 巴西           | 聖保羅州             | 1990年6月13日  |
| 埃及           | 開羅省               | 1990年10月23日 |
| 俄羅斯         | 莫斯科               | 1991年7月16日  |
| 德国           | 柏林                 | 1994年5月14日  |
| 義大利         | 罗马（拉齊奧）       | 1996年7月5日   |
| 英国           | 倫敦（大倫敦）       | 2015年10月14日 |

另外，東京都也與亞洲地區數個主要都市合組21世紀亞洲主要都市網（ANMC21），作為互相分享資訊與提攜的管道。

### 圖片集

新宿副都心的摩天大樓群，遠處山峰即為富士山（從文京區役所大樓拍攝）

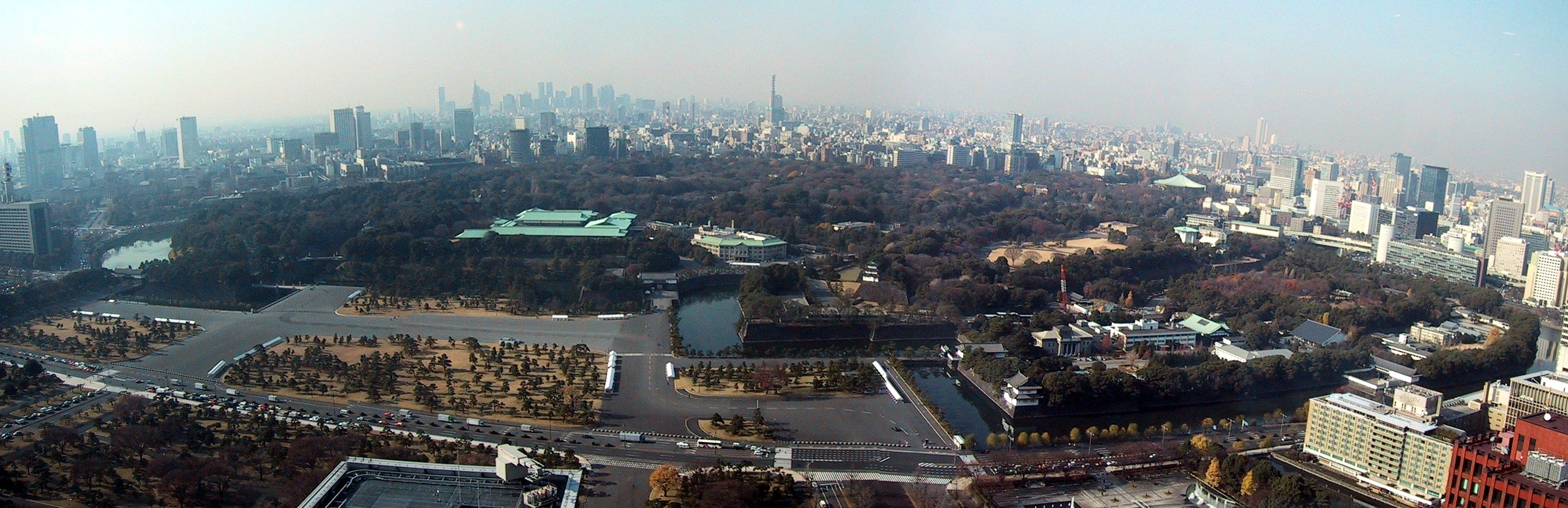
在丸之內望見的皇居及東京天際線

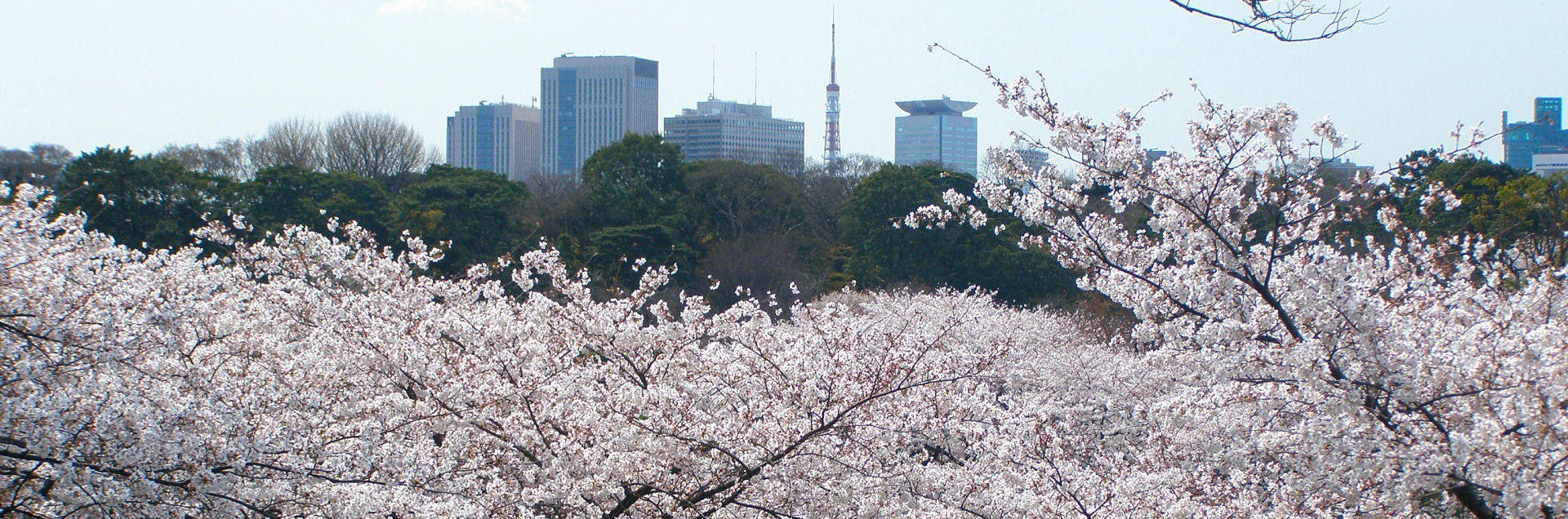
櫻花盛開時的皇居景觀

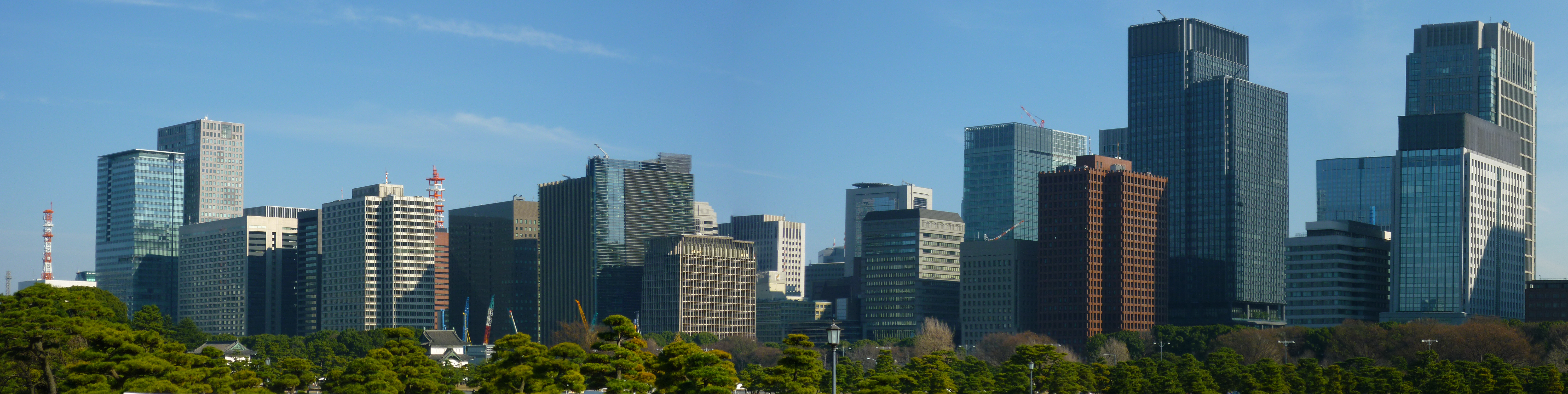
從皇居望去的丸之內商業區街景

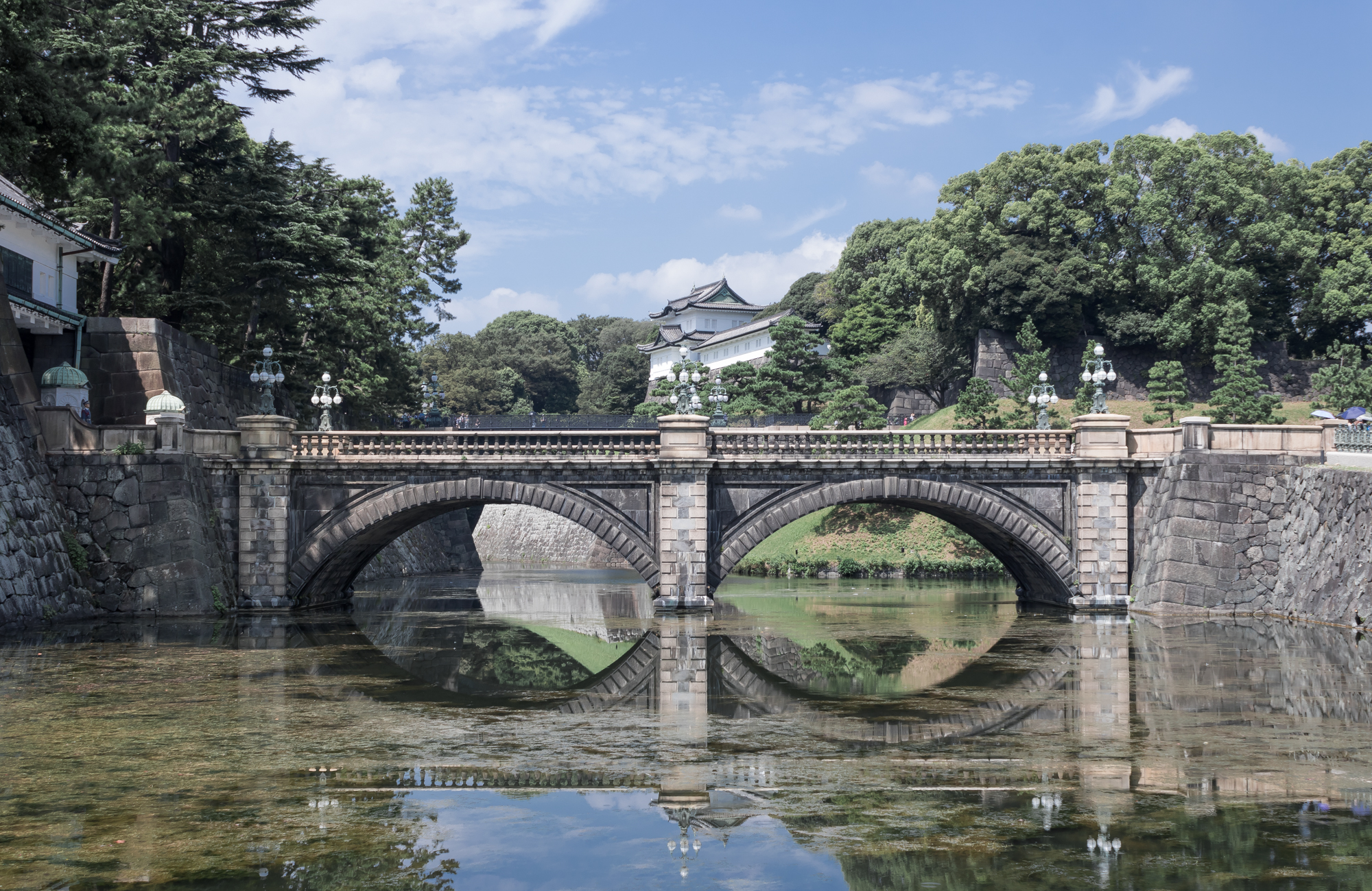
江戶城（今皇居）
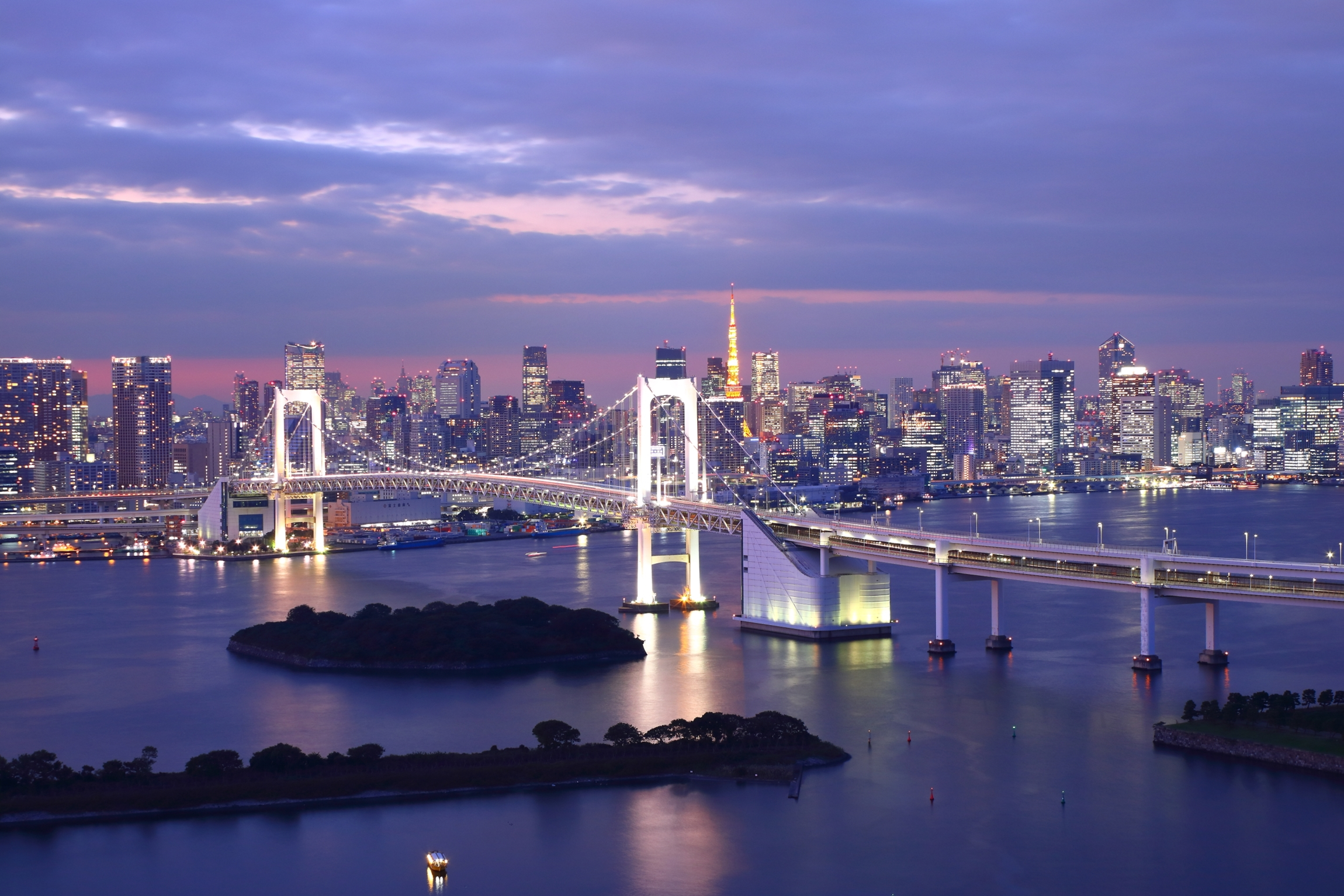
彩虹大桥
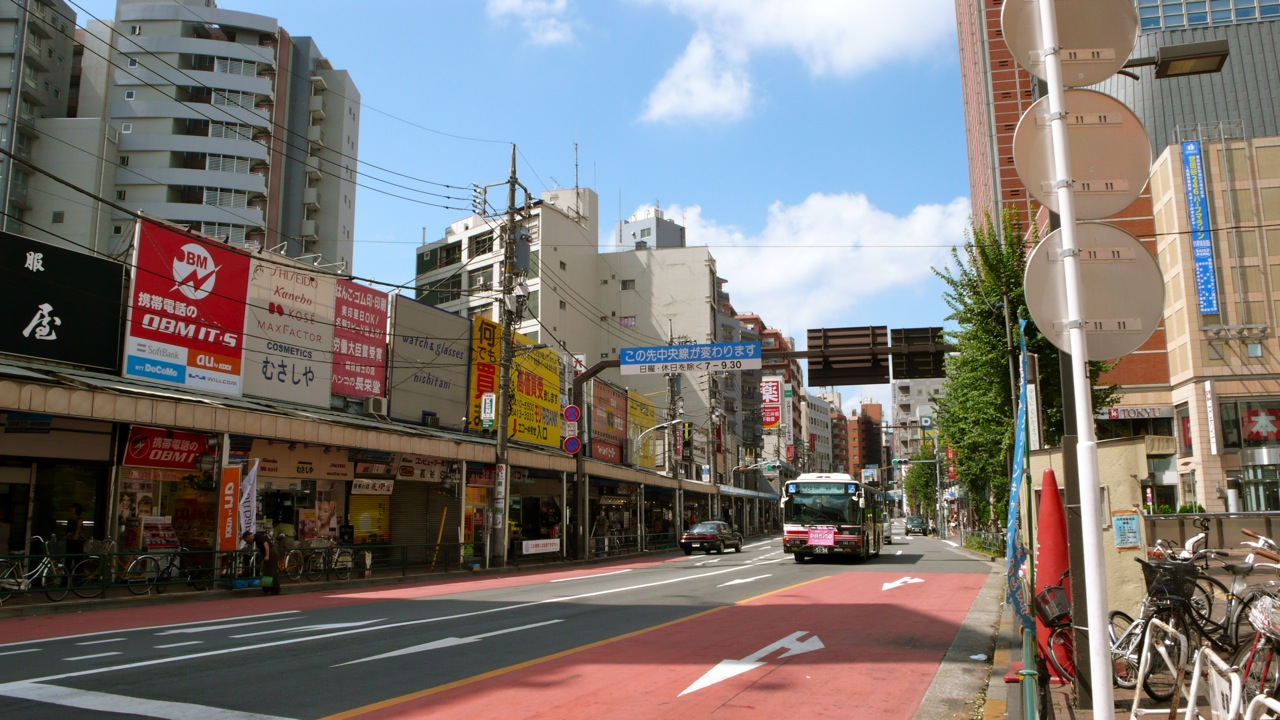
世田谷区

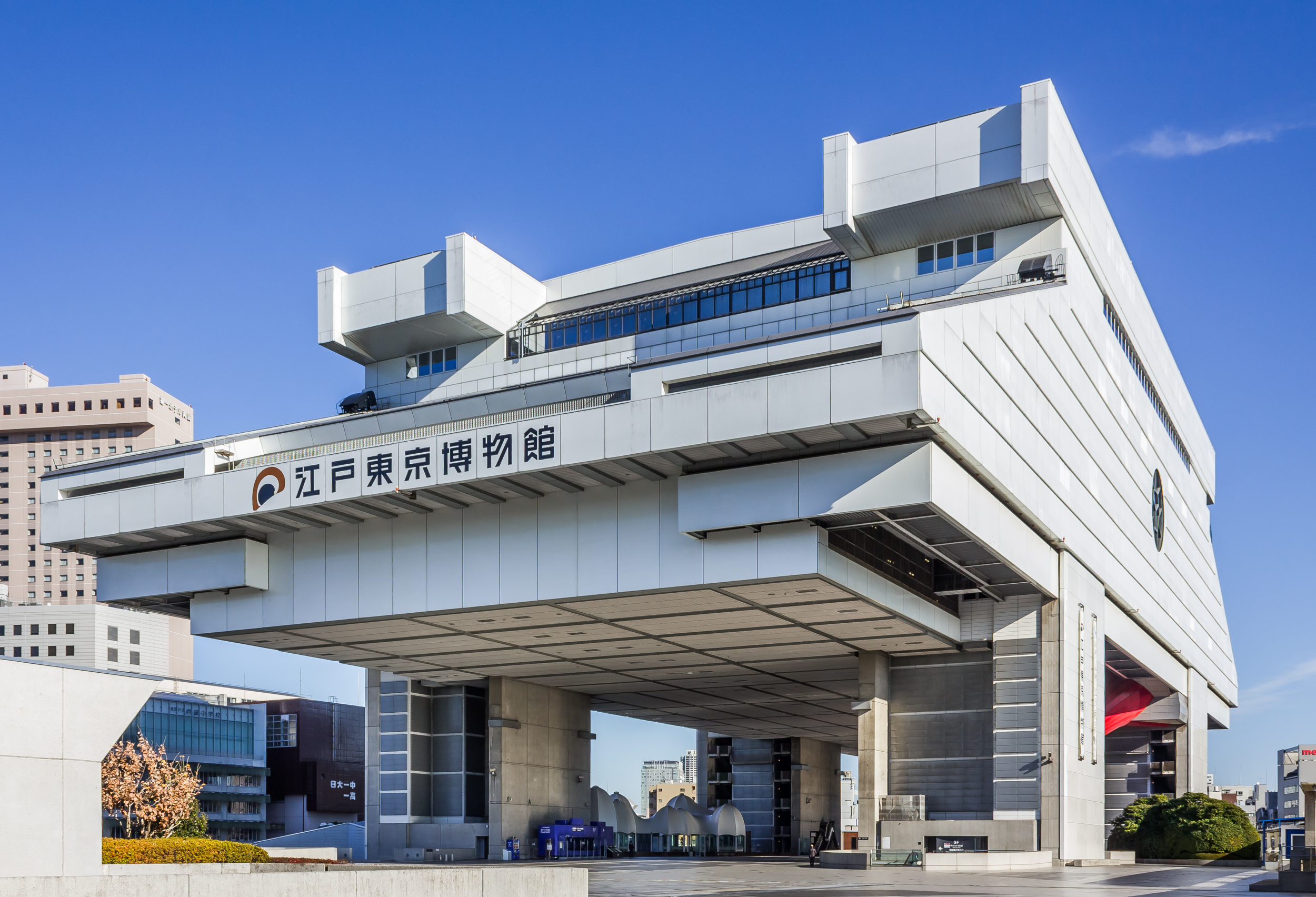
江戶東京博物館
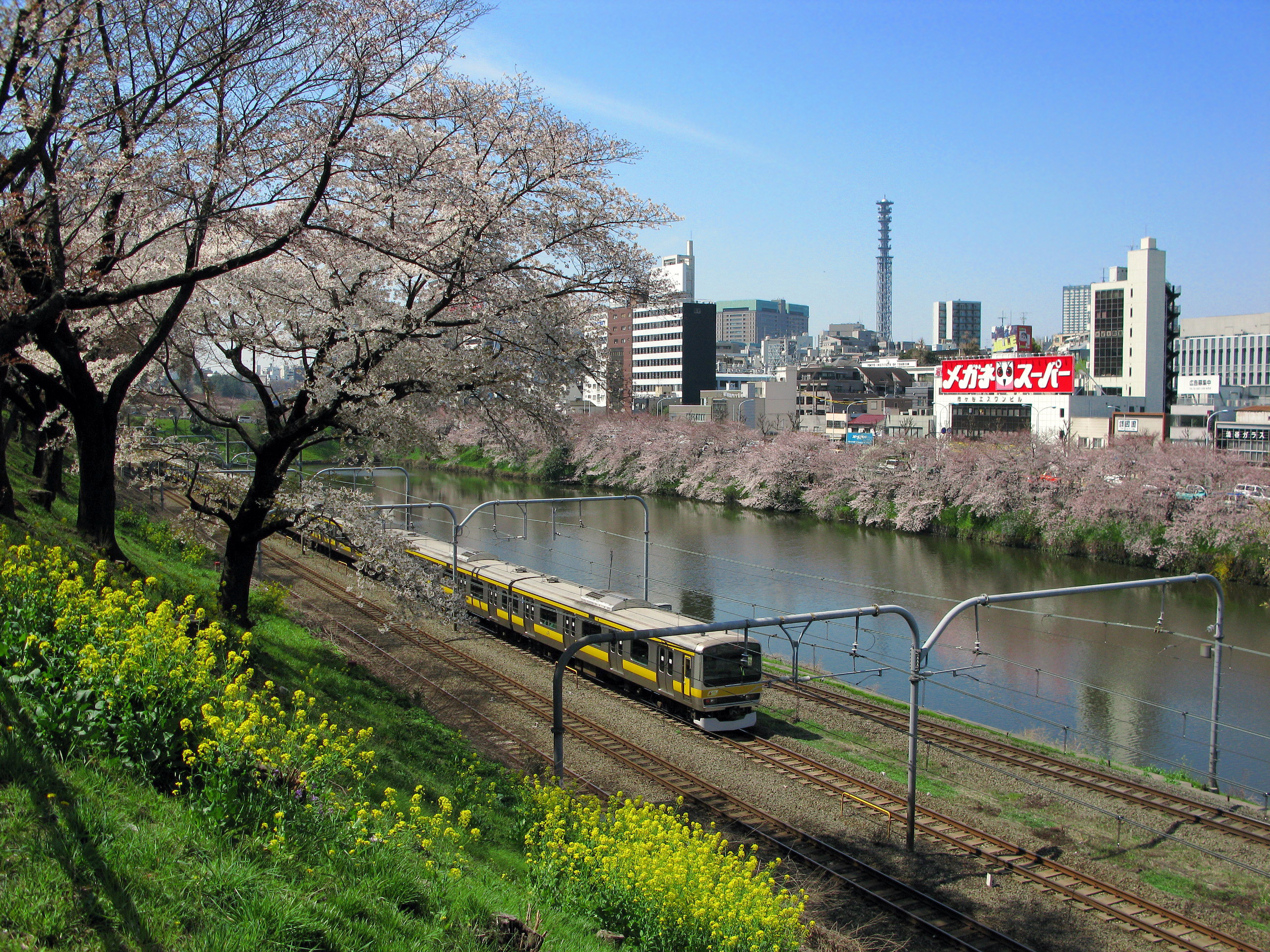
行經飯田橋站及外濠公園（日语：外濠公園）附近的中央總武線列車
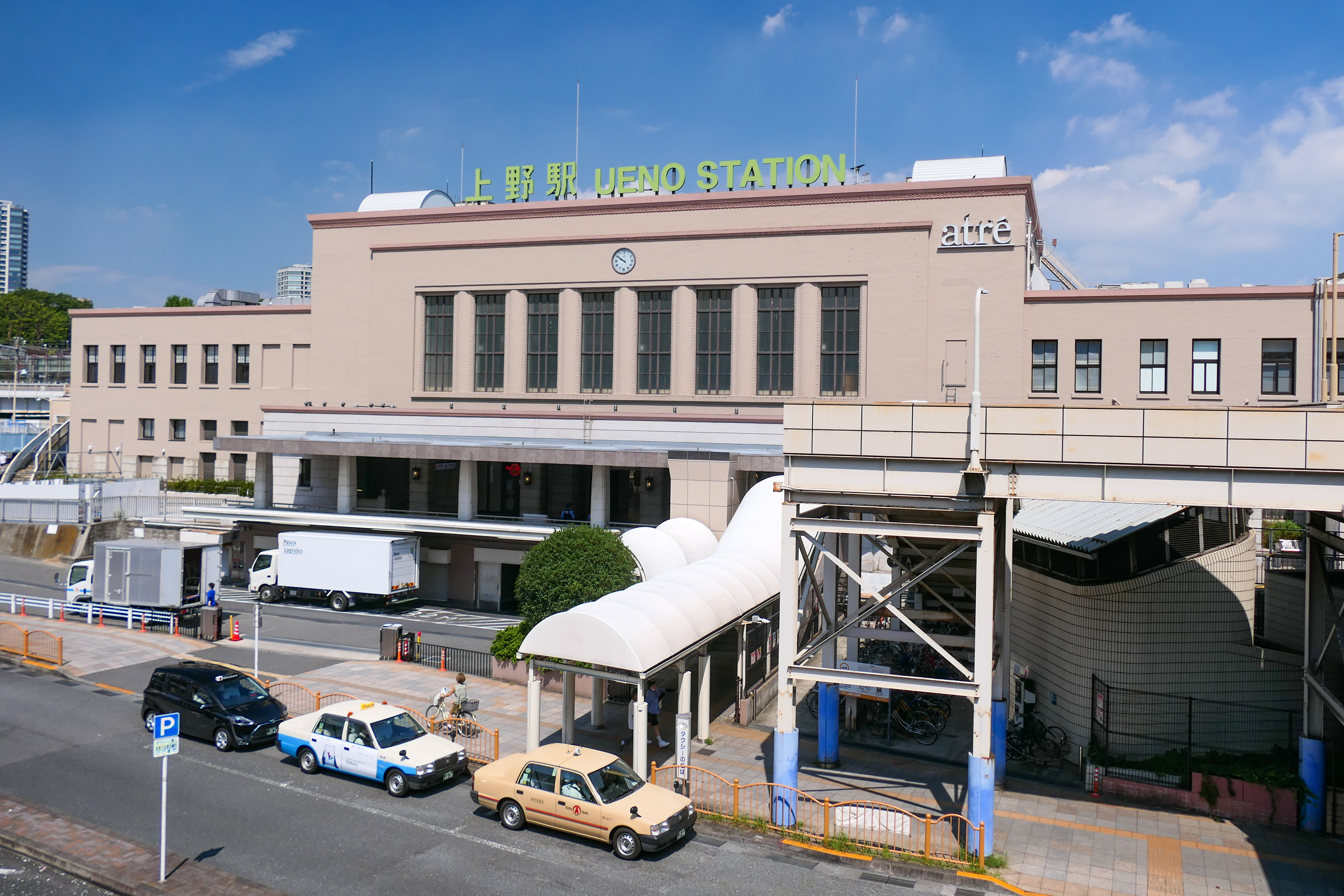
上野站

## 外部連結
- 東京都官方網站（页面存档备份，存于） （日語）（英文）（简体中文）
- 東京觀光官方網站 GO TOKYO（页面存档备份，存于）（多語言對應）
- 東京地下鐵（東京Metro地鐵）（页面存档备份，存于） （多語言對應）
- 東京都交通局（都營交通）（页面存档备份，存于）（多語言對應）
- 東京衛星圖（页面存档备份，存于）
- 東京今昔

| 前任者： 平安京 | 日本首都 1868年至今 | 現任 |